# Impression 3D

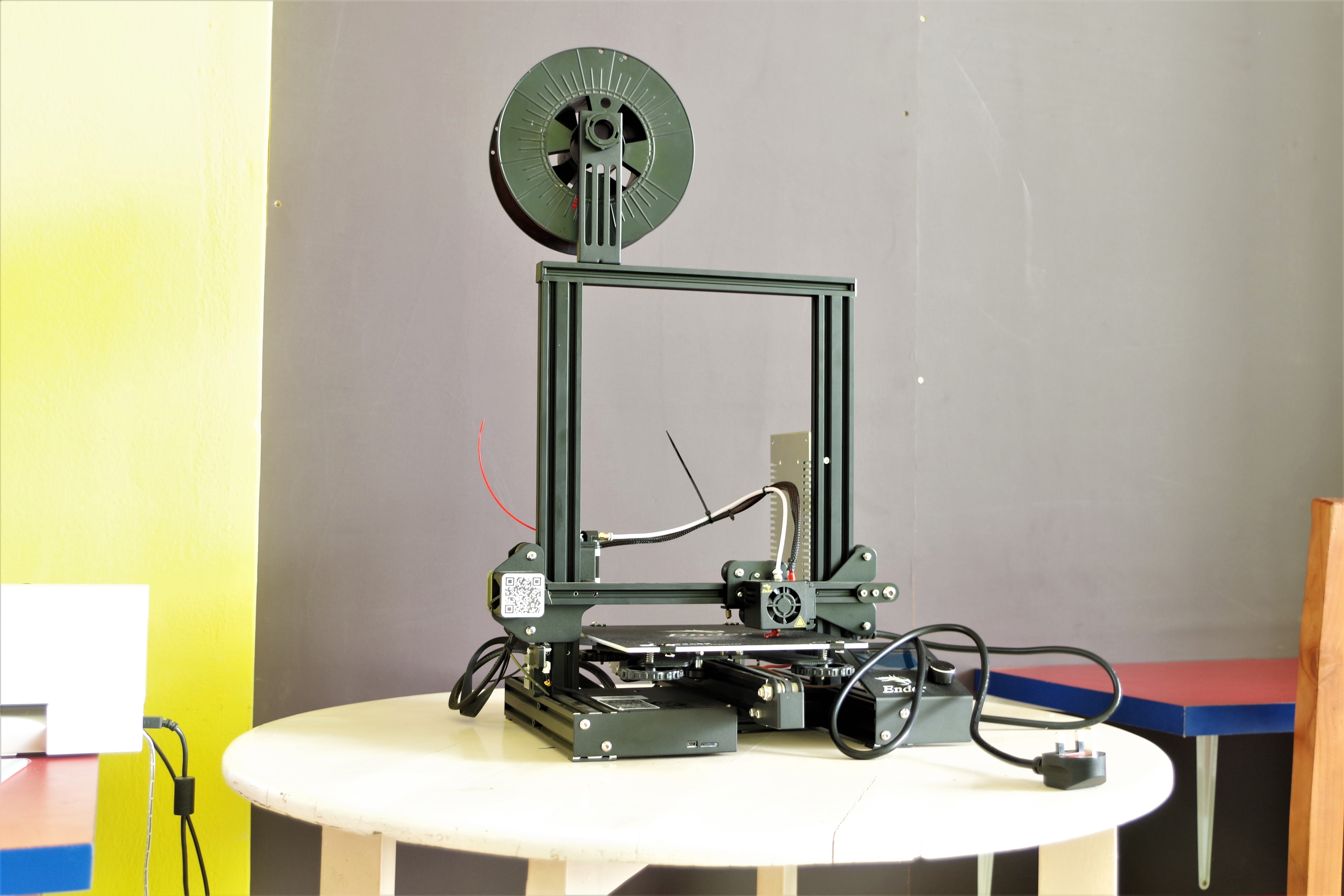
Imprimante 3D dans un fab lab béninois.

Synonymes de « Impression 3D » : Fabrication additive, prototypage rapide, fabrication libre.
L'impression 3D ou fabrication additive regroupe les procédés de fabrication permettant de créer des pièces en volume par ajout de matière en couches successives. Elle s'oppose à la fabrication soustractive. Cette famille de procédés a commencé à se développer au début des années 1980 avec pour objectif principal de faciliter le prototypage rapide, puisque le coût de production est pratiquement indépendant de la quantité produite.

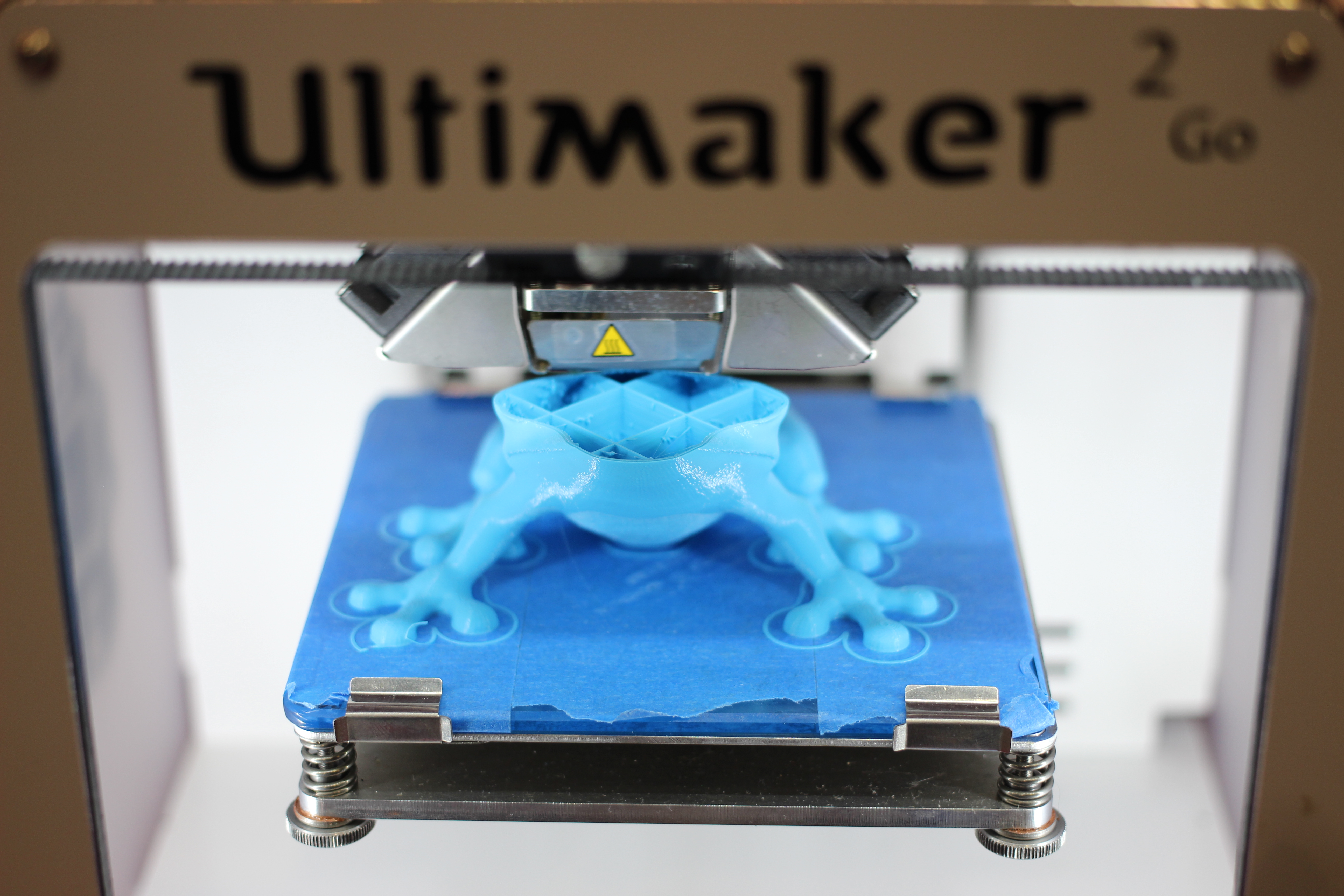
Objet imprimé en 3D par une Ultimaker 2 Go

Les applications de l'impression 3D sont multiples. D'abord cantonnée au prototypage et aux visualisations pour l'architecture ou les études de design, elle se développe ensuite dans le domaine de l'appareillage et la prothèse. Les évolutions technologiques successives en ont fait une technologie plus mature qui est aujourd'hui utilisée dans des domaines aussi variés que l'industrie, l'aéronautique, la construction, l'armée, la bioimpression, la pharmacie, l'alimentation ou encore la mode (notamment par Iris van Herpen),,,,,.
Initialement réservée aux industriels du fait de son coût et sa difficulté de mise en place, l'impression 3D a connu une révolution dans les années 2000 à la suite des développements amorcés par le projet RepRap et l'expiration du brevet sur la technologie FDM (Fused Deposition Modelling).
De nos jours, l'impression de plusieurs matériaux est possible, selon le procédé utilisé. Les matériaux utilisés sont : le plastique (généralement PLA ou ABS), la cire, le métal (aluminium, acier, titane, platine), le plâtre de Paris, les céramiques, le verre, et même du béton.
Malgré les avancés majeures des années 2010, l'impression 3D domestique reste encore un hobby. S'il est désormais possible d'acquérir une imprimante 3D pour quelques centaines d'euros, celles-ci demandent encore une attention particulière et nécessitent d'être formé à son utilisation.

## Historique, développements et prospectives

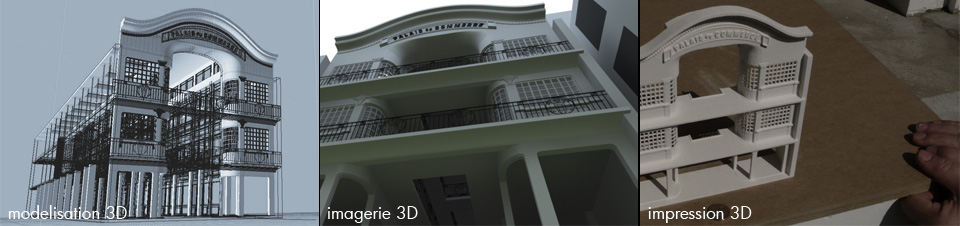
Une maquette de façade d'immeuble créée par impression tridimensionnelle, inspirée du Palais du Commerce de Paris.

### Prémices
L'imprimante 3D a d'abord relevé de la science-fiction (Arthur C. Clarke évoquait une « machine à répliquer » dans les années 1960, machine qui allait répliquer les objets comme on imprimait des livres, ce qui aurait un effet profondément positif sur la société : « l'humanité s'adaptera comme par le passé ») ou de la bande dessinée (en 1972, dans le dessin animé Tintin et le Lac aux requins, le professeur Tournesol invente une photocopieuse tridimensionnelle immédiatement convoitée par Rastapopoulos pour fabriquer des faux en dupliquant des œuvres d'art volées dans de grands musées).
Les premiers essais pour créer des objets solides avec des photopolymères (Dual Laser Approach) ont lieu aux États-unis à la fin des années 1960 au Battelle Memorial Institute.
A la même époque Wyn K. Swainson crée Formigraphic Engine Co et développe un procédé qu'il nomme photochemical machining,.
A la fin des années 1970, les recherches de Dynell Electronics Corp sont les prémices du procédé LOM (Laminated Object Manufacturing),,.
Mais les premiers essais véritablement prometteurs sont réalisés au Japon en 1980 par Hideo Kodama qui crée l’ancêtre de la stéréolithographie,.

### Historique
Le 16 juillet 1984, le 1er brevet sur la « fabrication additive » est déposé, par trois Français : Jean-Claude André, Olivier de Witte et Alain le Méhauté, pour le compte de la Compagnie industrielle des lasers (Cilas Alcatel).
Trois semaines plus tard, l’américain Charles "Chuck" Hull brevète la technique de stéréolithographie (SLA pour StéréoLithographie Apparatus). Il est également l'inventeur du format de fichier .stl, encore utilisé aujourd'hui pour échanger les fichiers 3D pour l'impression. Il est aussi le cofondateur de 3D Systems, l'un des géants de la fabrication d’imprimantes 3D.
Cette dernière lance fin 1988 la première imprimante 3D commerciale, la SLA-250.
En 1988, Carl Deckard crée le procédé SLS (Selective Laser Sintering) à l'Université du Texas à Austin.
En 1989 Scott Crump dépose le brevet du procédé FDM (Fused Deposition modeling) et fonde la compagnie Stratasys,.
En 1993, la technologie Binder Jetting est développée par le MIT et commercialisée par Z Corporation.
en 1993, c'est aussi la création de la société Sanders Prototype.Inc, qui sera renommée Solidscape, introduisant le procédé de Material Jetting.
En 1996, la Fraunhofer-Gesellschaft développe le procédé SLM (Selective Laser Melting),.
En 2004, Adrian Bowyer crée le projet RepRap, premier projet open source d’imprimante 3D, et donne naissance à la culture maker.
En 2005 naît la première imprimante couleur haute définition (entreprise Z Corporation), utilisant la quadrichromie comme les imprimantes classiques, et des pigments liés par de la colle à une matière minérale.
En 2009, les brevets FDM (Fused Deposition Modelling) expirent, ouvrant la voie à un fort développement de cette technologie.
En 2014, les brevets du SLS (Selective Laser Sintering) expirent à leur tour.
En 2017, c'est le brevet du SLM (Selective Laser Melting) qui expire.

### Évolution et enjeux
Les premières imprimantes 3D apparaissent au début des années 2000. Cette technique utilise à ses débuts des résines, matériaux non propices à un usage intensif, et ne produit que des prototypes, parfois grandeur nature, son usage ultérieur reste un sujet de recherche et de débat.
Depuis 2010, la précision de l'impression et les typologies de matériaux augmentent sans cesse et l'avenir promet des progrès techniques.
En 2015, de nombreux observateurs estiment que ces techniques prendront une part importante dans la nouvelle forme de production. Jeremy Rifkin pense qu'elle pourrait être un des éléments de son concept de troisième révolution industrielle de même que Chris Anderson, écrivain et journaliste américain, auteur de Makers: The New Industrial Revolution.
Lors de son discours sur l'état de l'Union en février 2013, Barack Obama a indiqué sa volonté pour que les États-Unis investissent dans la création de centres d'impression 3D dans le but de dynamiser l'innovation et de créer des emplois.
Son développement pourrait relocaliser la production dans les pays riches, étant donné que désormais la main-d'œuvre serait devenue obsolète.
Des objets de grande taille commencent à être produits par la technologie du Contour crafting : Le Pr Behrokh Khoshnevis, avec l'université de Californie du Sud et des financements de la Nasa et l'Institut Cal-Earth teste en 2014 une « imprimante 3D géante » avec comme projet de construire une maison en 24 heures.
L'imprimante est ici un robot qui projette du béton selon un plan stocké dans l'ordinateur qui le commande.
De tels robots pourraient construire, pour tout ou partie avec des matériaux prélevés sur place, des édifices civils et militaires, des pistes d’atterrissage, des routes, des hangars ou encore des murs anti-radiation ainsi que des structures éventuellement habitables sur la Lune, Mars ou d'autres environnements extraterrestres. Des tests sont faits dans un laboratoire de la NASA (D-RATS, situé dans le désert).
Ce procédé est ou a été testé à petite échelle (projet « maison du futur / Urban initiative policy » (2004)) et il est envisagé par des industriels depuis plusieurs années.
Des robots capables d'imprimer des structures tridimensionnelles peuvent déjà construire un pont autoportant (de taille modeste) sans avoir besoin d’échafaudage et en « imprimant » eux-mêmes leurs propres structures de soutien qui peuvent devenir des pièces de l'architecture au fur et à mesure que son plan se matérialise.
Un premier projet a porté sur l'utilisation de sable comme matériau de base et mi-2015, une start-up néerlandaise a ainsi annoncé vouloir tester (mi-2017) la construction d'un pont piéton de 7 mètres au-dessus d'un canal d'Amsterdam, en s'appuyant sur la méthode dite « impression hors de la boîte ». Dans ce cas les robots construiront le pont en projetant des petites quantités d'acier fondu, via des bras mobiles selon 6 axes, avec un gaz de soudage spécialement développé (par Air liquide),,.

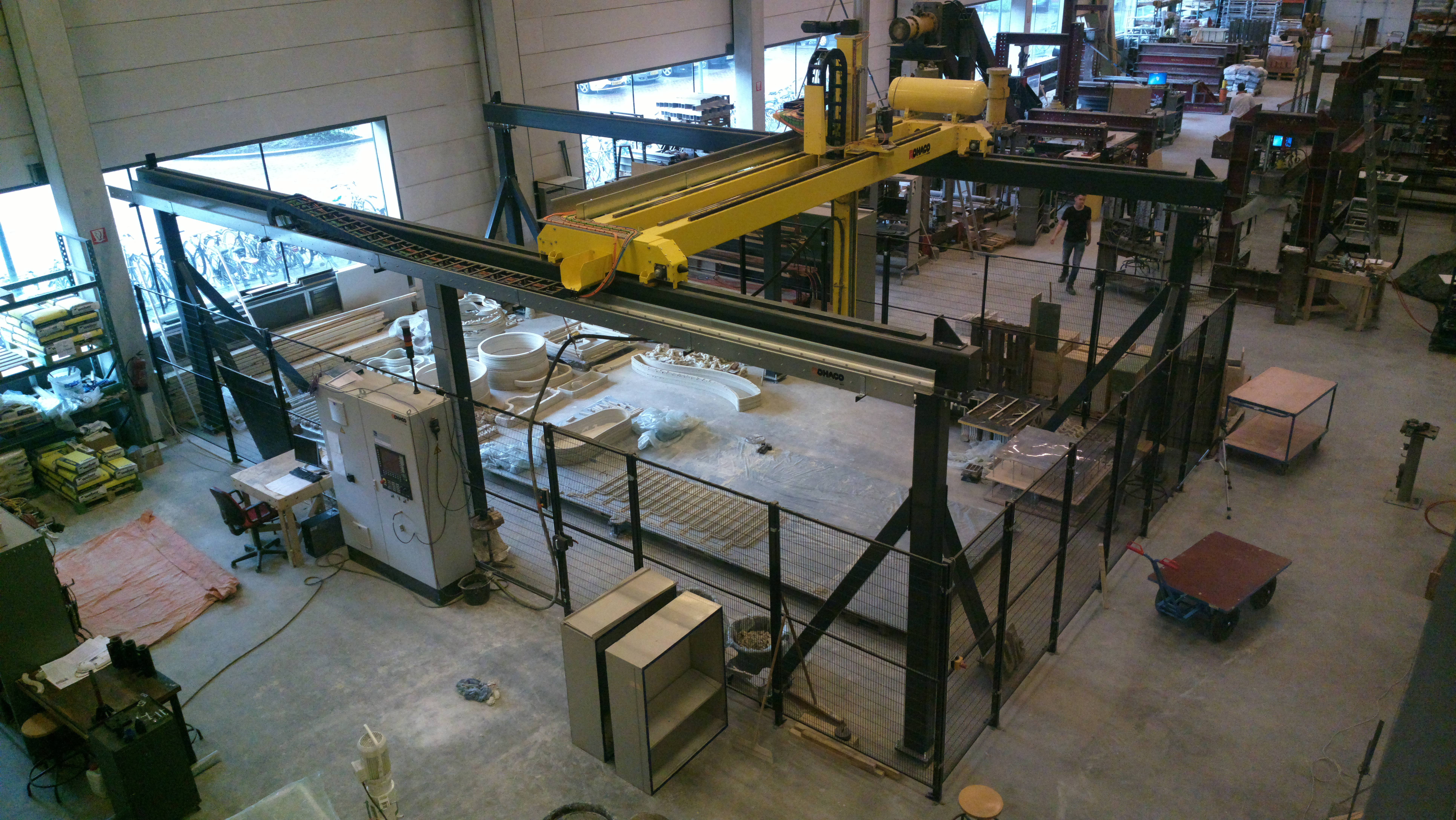
Imprimante 3D béton

En 2014, en Chine, 10 petites maisons ont été préfabriquées au moyen d'une imprimante géante à Shanghai en 24 heures par WinSun ; La même entreprise a réussi, en 2015, à imprimer en 3D un immeuble de 5 étages à Suzhou, en Chine.
En France un premier bâtiment (pavillon) a été imprimé en septembre 2016 sur le campus Dassault Systèmes de Vélizy (78), puis un poteau de 4 mètres de haut (cour d'école d'Aix-en-Provence) avant que Bouygues Construction teste à Nantes un bâtiment de 95 m2 pour du logement social, en lien avec l'Université de Nantes, le CNRS, l'École Centrale de Nantes, l'Inria et l'IMT Atlantique (un coffrage de polyuréthane isolant est imprimé et reçoit ensuite du béton) pendant que « Maisons France Confort » testait également une technique d'impression de béton fibré avec une start-up (XtreeE), sur trois poteaux porteurs et une paroi interne.
À partir des années 2010, l'impression 3D se développe grâce à la maîtrise de nouveaux matériaux et sort du champ exclusif du prototypage.
L'industrie dentaire et la bijouterie de luxe utilisent cependant déjà l'impression 3D avec succès pour la réalisation de pièces finales, tout comme les industries aérospatiale, automobile et cinématographique. Certains utilisateurs d'imprimantes 3D personnelles ou de services d'impression 3D en ligne utilisent aussi déjà quotidiennement des objets imprimés en 3D.
Débuté en janvier 2013, le projet Amaze de l'Agence spatiale européenne vise à permettre l'impression en 3D, de manière industrielle, de pièces exploitables dans l'aérospatial ainsi que d'autres domaines à fortes contraintes,.
Par ailleurs, à Amsterdam, un pont imprimé en 3D est mis en service en 2021, pour relier deux berges d'un canal large de 6,5 mètres.

## Caractéristiques

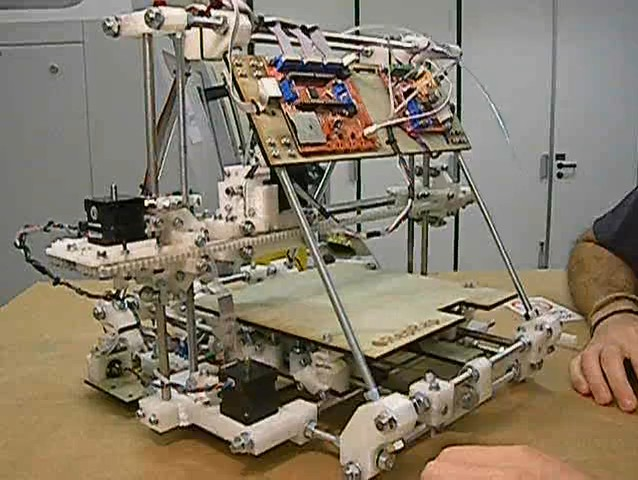
Exemple d'une imprimante 3 dimension RepRap (contraction de l'anglais Replication Rapid prototyper : Concepteur de réplication rapide) version « Mendel »

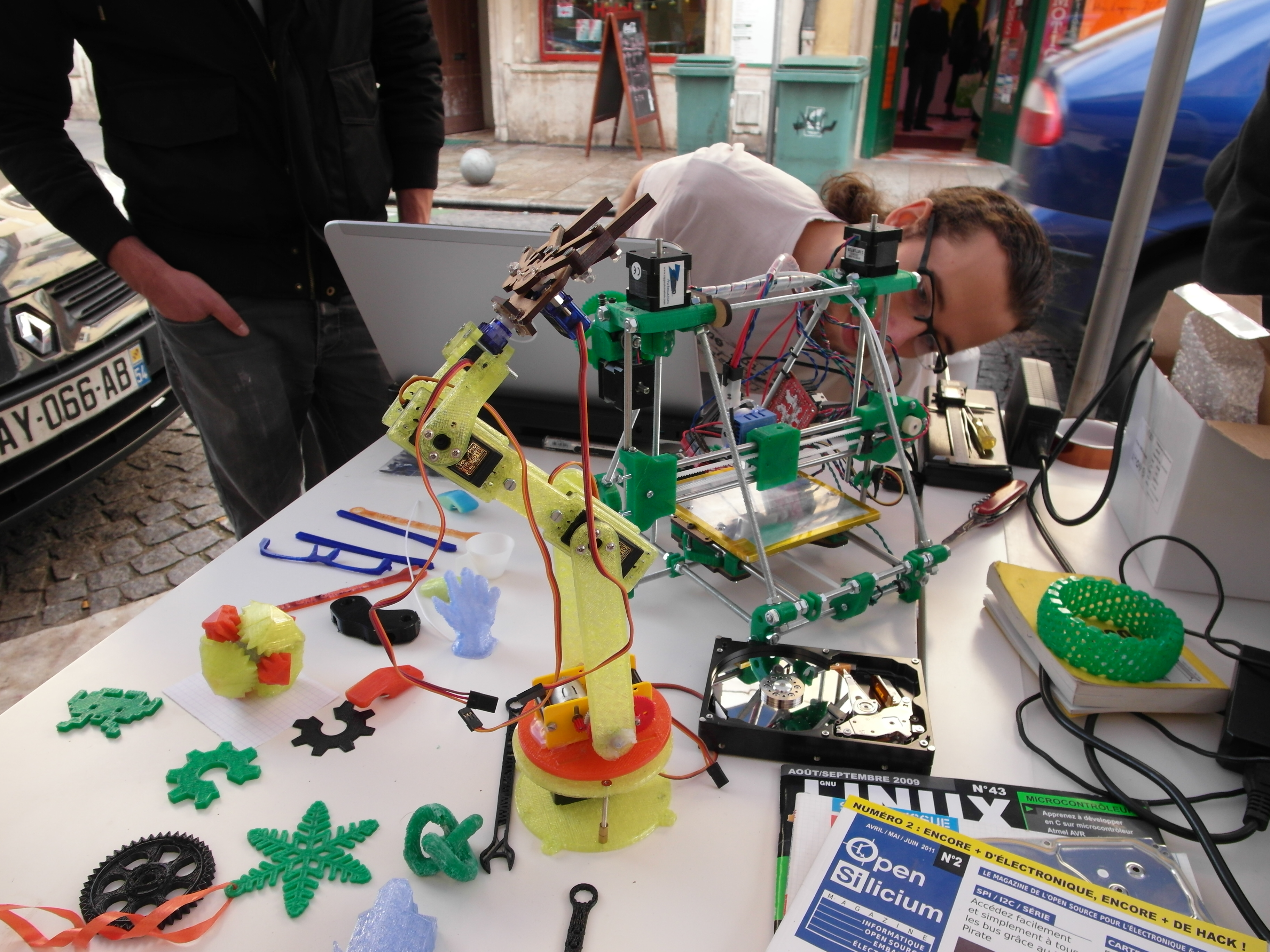
une Reprap version « Huxley » a imprimé plusieurs objets en 3D

En 2012, le marché mondial de l'impression 3D a atteint 2,2 milliards de dollars avec une croissance annuelle de 30 %.
En 2013, les techniques d'impression 3D permettent d'imprimer aisément des matériaux avec les caractéristiques suivantes :
- conducteurs électriques et isolants, résistants électriques ;
- transparents, translucides ou opaques ;
- rigides ou souples, élastiques ou cassants ;
- pâteux, durs, abrasifs ;
- colorés (toutes les couleurs, y compris phosphorescents, réactifs aux UV…) ;
- magnétiquement inertes ;
- magnétiquement temporaires, médiocrement, en introduisant de la limaille de fer dans une cavité, ou un métal par exemple. (Une aimantation ultérieure permet de gérer les aimantations définitives).

En 2013, on ne sait pas gérer facilement des matériaux correspondant aux caractéristiques suivantes :
- semi-conducteurs neutres, négatifs et positifs : voir l'article dédié : dopage (semi-conducteur) ;
- précontraints ;
- gaz.

Les textiles sont généralement assemblés séparément et fixés aux objets finaux.
Cela rend impossible les transistors, l'électronique, l'informatique, les panneaux photovoltaïques, les interrupteurs à lames souples.
Il est plus facile de construire les pièces détachées séparément et de les assembler ensuite, mais il est souvent possible d'imprimer les objets déjà terminés, avec l'assemblage déjà effectué.
À noter que Microsoft a déposé en septembre 2013 un brevet rendu public qui aurait pour objectif de repousser les limites décrites ci-dessus : en effet, l'entreprise envisage des imprimantes 3D capables d'élaborer des objets électroniques en fournissant comme « consommables » des cartouches de composants électroniques (puces, LED, processeurs, etc.).

## Applications

### Armes et armée
Le commandement des opérations spéciales de l'armée américaine construit « huit usines mobiles » qui peuvent rentrer dans des conteneurs de transport standard.
Ces usines sont basées sur une expérience réussie, le MPH.
Ce type de « micro-usines » est l'aboutissement de l'idée d'usine, avec des techniques d'impressions tridimensionnelles.
D'après l'armée américaine, l'impression tridimensionnelle réduit de 97 % les coûts de production et de 83 % le temps de production.
Un étudiant texan, Cody Wilson, a réussi à fabriquer une arme à feu à l'aide d'une imprimante 3D. L'arme ne comportait qu'une partie métallique : un clou servant de percuteur. Une fois la démonstration faite du fonctionnement de l'arme, le créateur à feu, a ensuite partagé les plans de fabrication sur Internet. À l'origine, le créateur de cette arme à feu souhaitait pouvoir tirer au moins vingt balles avec l'arme ainsi créée. Il n'a pu en tirer que six avant que l'arme ne se désagrège complètement.
JStark1809, un libertarien a développé le FGC-9, littéralement le F*ck Gun Control 9 mm. Le FGC-9 est une arme semi-automatique tirant des cartouches de 9 mm, basée sur le Shuty AP-9. Elle est construite via une imprimante 3D et des pièces métalliques présentes dans le commerce.
Lors de la guerre russo-ukrainienne, des drones civils sont modifiés grâce à de l’impression 3D pour transporter de l'armement. Les drones modifiés utilisés ne peuvent que transporter de petites charges comme des grenades à fragmentation soviétique VOG-17. Pour améliorer la précision du système d'armes, des petits ailerons imprimés en 3D permettent la stabilisation dans les airs de ces grenades.

Selon Nicolas Florquin, chercheur dans le département Small Arms Survey (« Étude des armes légères ») de l'institut de hautes études internationales et du développement à Genève, dans les années 2020, l'impression 3D artisanale d'armes à feu par les criminels est devenue une menace émergente pour la sécurité publique. Non seulement cette technique permet de se passer des marchés d'armes légaux et des trafics illégaux en délocalisant la production de l'usine au particulier, mais ces armes sont aussi difficilement détectables, contrôlables et traçables à cause de l'absence de numéro de série. Une quarantaine d'armes à feu imprimées ont été recensées en Europe jusqu'en 2023. Leur utilisation à des fins criminelles reste marginale mais risque de s'amplifier à l'avenir à mesure que leur fiabilité et leur disponibilité se développent.

### Aéronautique et aérospatial
EADS, la maison mère d'Airbus a des projets visant à produire toutes les parties des avions par des techniques d'impression tridimensionnelle (ALM-enabled: additive layer manufacturing),,. 
Airbus produit déjà certaines parties de ces avions grâce au procédé d'impression 3D, notamment pour l'A350 XWB. Ce qui est précieux pour l'aéronautique, ce sont les pièces 30 à 55 % plus légères, en comparaison des productions traditionnelles et à la main. L'A350 adopte déjà plus de 1 000 pièces fabriquées de cette manière.
SpaceX a réussi en 2014 à remplacer certains composants (métalliques) de leurs fusées avec des pièces imprimées en 3D.
En mars 2024, une imprimante 3D acier inox a été installée à bord du laboratoire européen Columbus de la Station spatiale internationale (ISS). Conçue à Toulouse par Airbus et le CNES, l'imprimante pèse 180 kg et à la taille d'une machine à laver. Les défis techniques ont été principalement la miniaturisation et le fonctionnement en apesanteur. L'imprimante fonctionne grâce à un laser qui chauffe un fil métallique à environ 1 400 °C en l'absence d'oxygène. L'imprimante permet aux astronautes de fabriquer eux-mêmes leurs outils et leurs petites pièces. Cette imprimante complète les imprimantes 3D polymères déjà utilisées dans l’ISS,.

### Médecine et recherche

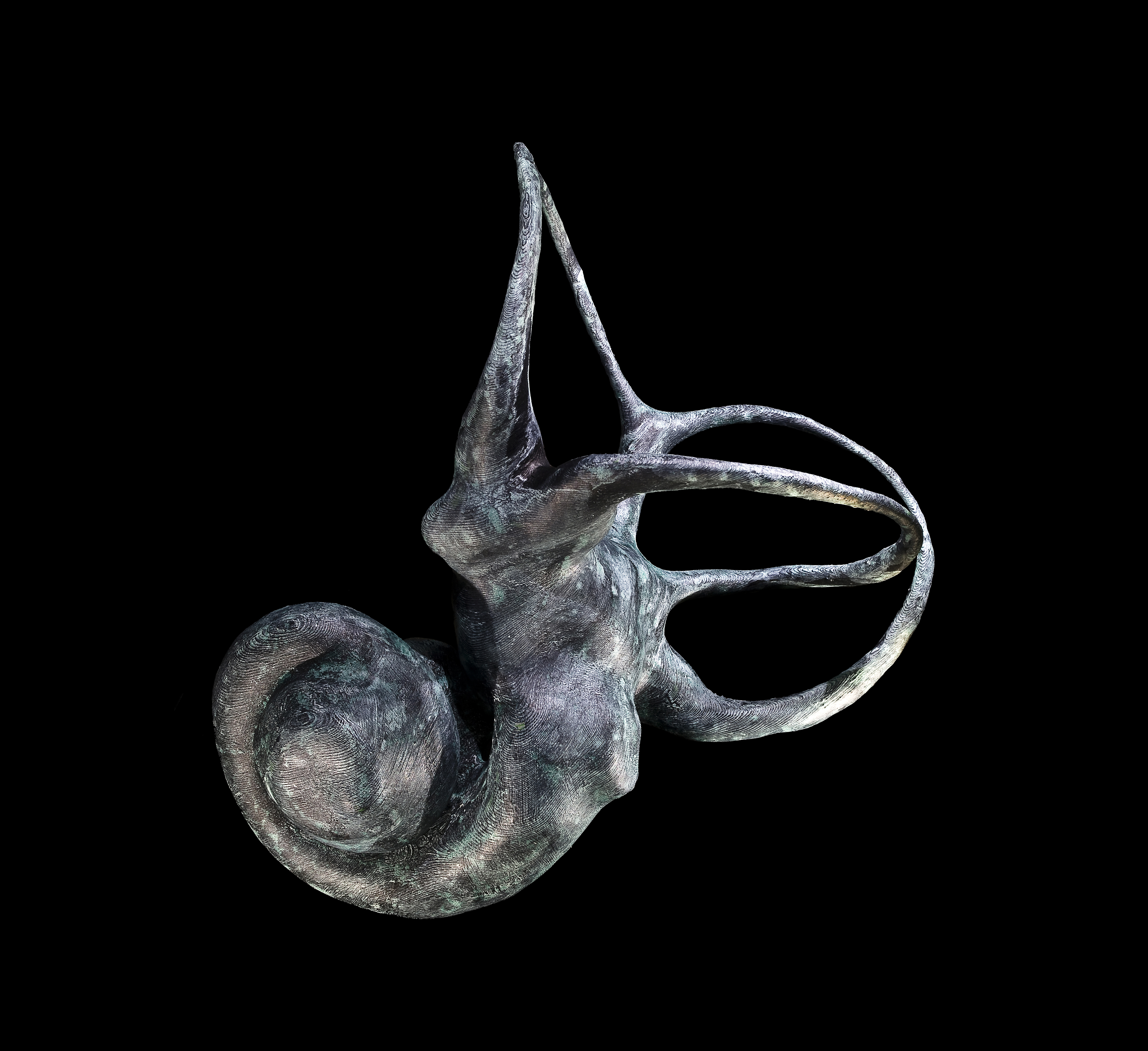
Oreille interne d’un fossile de babouin (2.8 millions d’année) initialement de 2 cm agrandie à 22 cm.

Le domaine de la médecine profite aussi de l'impression 3D, avec la création d'un matériau semblable à un os ou encore la création de prothèses et implants (hanches artificielles, bras, appareils dentaires et auditifs personnalisés) et exosquelettes personnalisés.
Récemment les chercheurs de l'AECS (université de Wollongong) ont conçu un crayon, le BioPen, capable d'imprimer des cellules souches (nerveuses, musculaires, osseuses) sur des zones lésées.
Il est possible d'imprimer des prothèses adaptées à la morphologie de la personne. Un bras cassé oblige aujourd'hui à poser un plâtre présentant des problèmes d'hygiène.
L’impression 3D permet d'imprimer des prothèses parfaitement adaptées aux besoins de la personne.
Cette technologie qui présente l'avantage de pouvoir imprimer la prothèse en quelques heures, est parfaitement adaptée aux besoins du patient (isolation à l’eau, meilleure ventilation, meilleure esthétique, etc.), le tout pour un coût de fabrication relativement faible.
Avant une opération, un chirurgien peut imprimer en 3D une réplique de l’organe à opérer afin de savoir exactement à quoi s’attendre, ce qui lui permettra de gagner en temps et en efficacité.
L'impression tridimensionnelle permet de matérialiser des espaces creux ou des organes mous.
Autorisé en 2015 par la FDA,, le premier médicament imprimé en 3D est commercialisé aux États-Unis en avril 2016 par Aprecia qui a l'exclusivité pour l'industrie pharmaceutique d'une technique brevetée par le MIT. La substance active est le lévétiracétam. La pilule, plus poreuse grâce à l'impression 3D, se dissout plus rapidement, facilitant son ingestion par les personnes atteintes de dysphagie ou de troubles de la déglutition.
Un robot humanoïde, InMoov, et une main bionique à bas prix, Bionicohand, ont été créés à partir de l’impression 3D.
Des tissus humains peuvent également être créés grâce à l'impression 3D par laser : c'est le défi entrepris par l'entreprise bordelaise Poietis.
L'entreprise travaille avec de grands groupes cosmétiques et des laboratoires pharmaceutiques pour des applications industrielles. Elle se tourne vers la médecine génératrice. En 2022, elle engage les essais cliniques d'une peau bioimprimée à partir de cellules du derme et de l'épiderme du patient.

### Particuliers et fab-lab

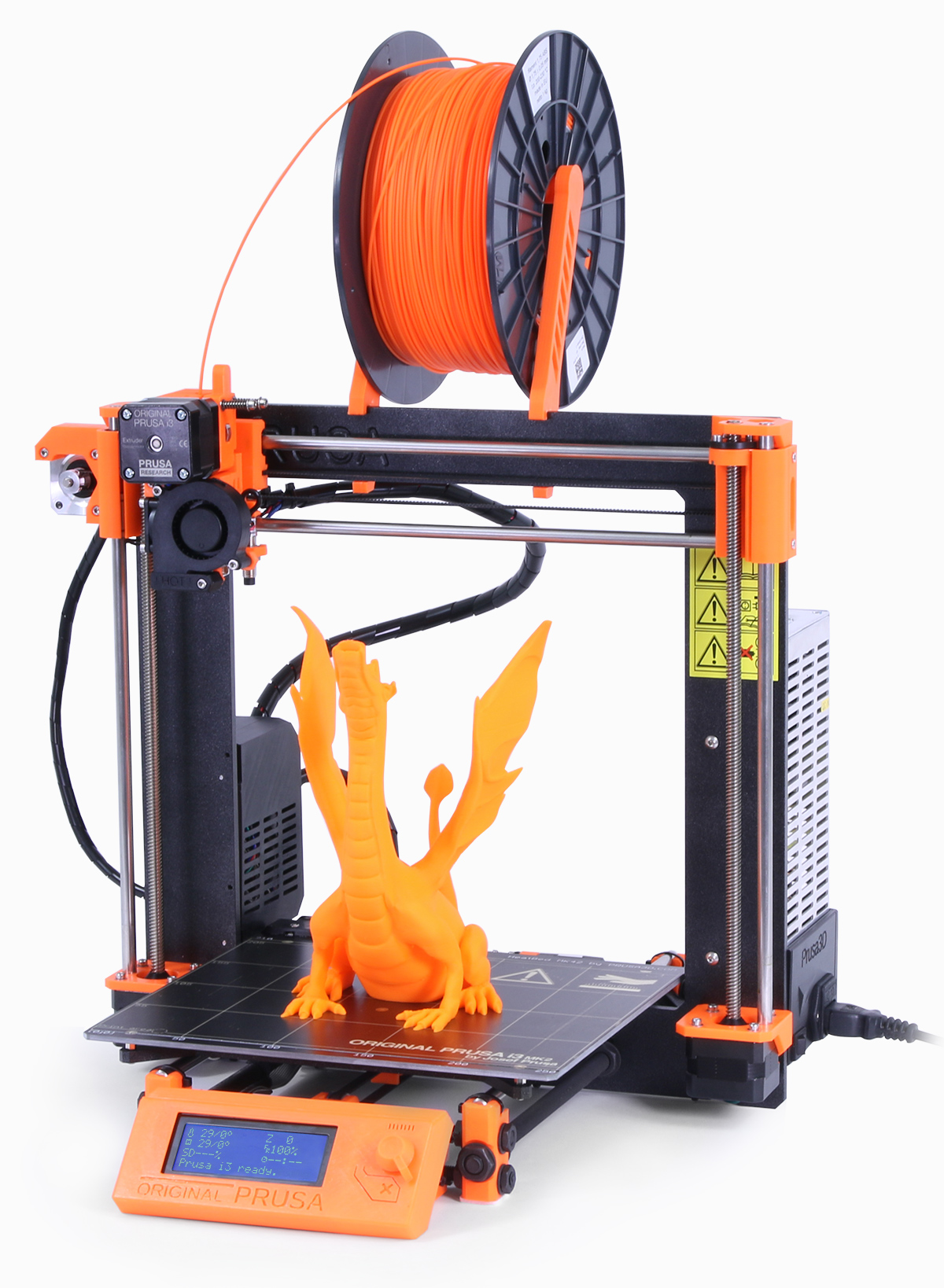
La Prusa I3, une imprimante 3D open source du projet RepRap

Des entreprises d'impression tridimensionnelle à la demande sont créées en se basant sur le concept de service web : envoi des plans par le particulier vers un site internet, paiement, impression, montage éventuel et expédition du produit fini.
Dans le même temps des Fab labs démocratisent la technologie 3D. En 2013, le ministère français du redressement productif soutient par un appel à projets 14 fab-labs (ou laboratoires de fabrication additive), utilisant des machines d'impression 3D.
À la même période, les imprimantes 3D d’entrée de gamme passent sous la barre des 1 000 euros et certains médias les présentent comme les prochains objets high-tech indispensables, après les smartphones et les tablettes.
Mais l’engouement que suscite la technologie d'impression auprès du grand public n’opère pas : le manque de répétabilité, l'excès de pièces ratées et la lenteur de fabrication font que le particulier se lasse vite.
En 2016, les usagers des Fab-Lab sont à 80 % des professionnels.
Le PDG de Top Office constate « De notre point de vue, l’impression 3D pour le grand public reste un épiphénomène, tandis que dans le monde professionnel les usages se multiplient; 95 % des clients sont professionnels ».
Certains prétendent même qu'une imprimante 3D à domicile ne sert à rien.

### Musique
L’impression 3D a trouvé un rôle dans le développement de la facture instrumentale.
Elle permet la production et la personnalisation de nouveaux instruments ou d'enceintes acoustiques.
L'entreprise 3DVarius crée des violons électriques en résine par procédé stéréolithographie.
L’entreprise SYOS (Shape Your Own Sound) fabrique des becs de saxophone sur mesure adaptés à la morphologie du musicien et à son style.
L’impression 3D permet également une nouvelle matérialisation de la musique en trois dimensions : l’entreprise Reify imprime des totems correspondant au morceau de musique écouté.

### Architecture, bâtiments, structures

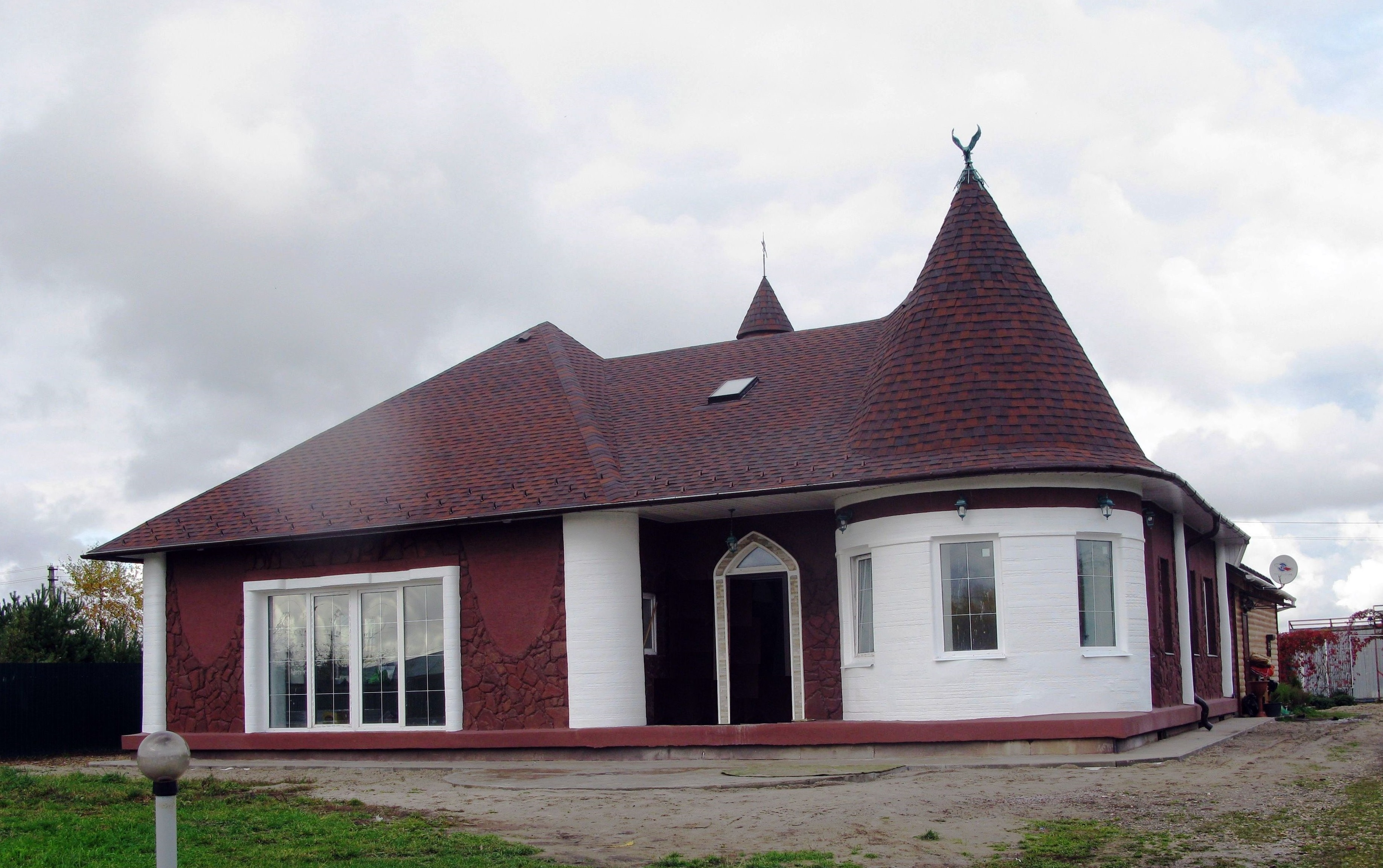
Première maison d'Europe imprimée par construction additive, à Yaroslavl en Russie.

La technologie d'impression 3D permet de construire des bâtiments de façon très précise, prenant en compte de très petits détails et le tout en un temps réduit.
De nombreux cabinets d’architecture ont découvert le potentiel de la technologie d’impression 3D notamment dans la construction de modèles.
En 2013, la société WinSun a bâti dix maisons et une villa par impression 3D.
En mars 2017, une startup américaine a imprimé une maison entière en 24 heures seulement. L’entreprise russe Apis Cor a édifié par impression 3D une petite maison dans le village russe de Stupino. La startup revendique une économie de 25 % à 40 % par rapport aux coûts engendrés par la construction classique d’une maison.
En 2020, en France, la société XTreeE a mis au point une tête d’impression coutant un million d’euros.
Elle est utilisée à Dubaï et en France pour la construction de maisons à loyer modéré. L'impression 3D permet de réduire la quantité de béton utilisée.
D'autres types de structures telles que des éléments de récifs artificiels sont expérimentées avec du béton ou de l'argile.

### Alimentation

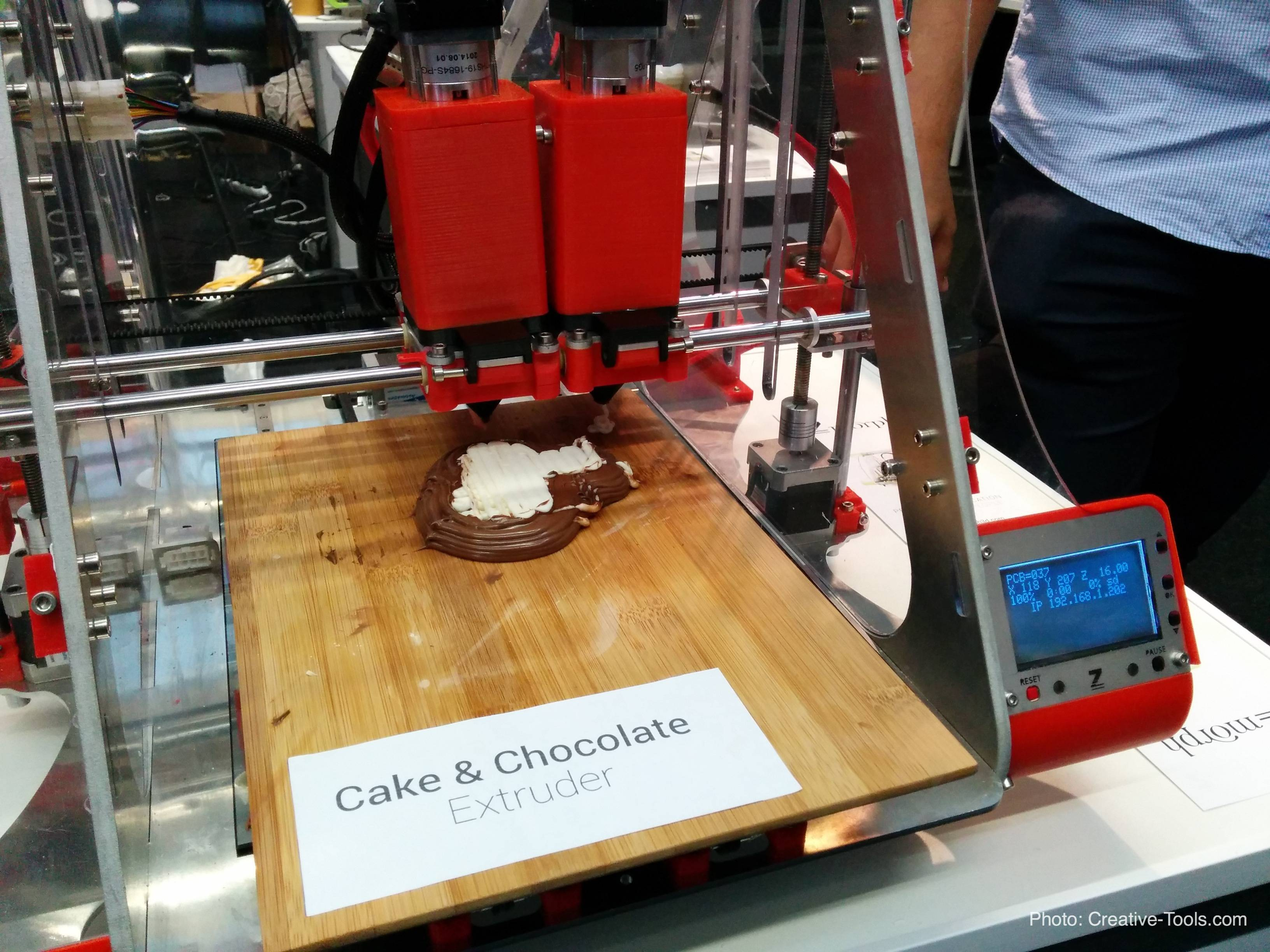
Chocolate 3D printer

Dans le domaine de l'alimentaire il est également possible d'imprimer en 3D.
Par exemple, à Londres, le restaurant Food Ink imprime ses plats en 3D.
Le restaurant possède plusieurs imprimantes 3D conçues pour une utilisation alimentaire.
Elles sont composées de plusieurs têtes d'une très grande précision et peuvent reproduire des dessins complexes.
Cette technologie permet de reproduire des formes et dessins qu'un cuisinier ne pourrait dessiner.
La startup Natural Machines a créé une imprimante 3D alimentaire, la Foodini, proposée aux restaurateurs et aux traiteurs, mais également, dans le secteur de la santé, pour les hôpitaux.

### Bijouterie
En 2017, le Comité Francéclat (Comité professionnel du secteur bijouterie-joaillerie) à lancé le concours « Les bijoux s’impriment en or » pour montrer la possibilité de réaliser une impression 3D de bijoux à partir de poudre d'or. Le procédé utilisé est par fusion de poudre métallique (Power Bed Fusion en anglais) et nécessite un polissage manuel.

## Techniques

### Principes
Les techniques d'impression 3D sont basées sur la modélisation de l'objet virtuel 3D en couches 2D de très fines épaisseurs.
Ces fines couches sont déposées une à une en les fixant sur les précédentes, ce qui reconstitue l'objet réel.
Les buses des imprimantes se déplacent en général suivant 3 axes (3 translations d'espace : largeur (X+), profondeur (Y+), hauteur (Z+)).
Certaines imprimantes 3D, plus sophistiquées, rajoutent 2 rotations sur la tête de buse (A+ et B+) facilitant la conception des supports nécessaires à certaines pièces.
La commande des axes sur les imprimantes 3D est similaire à la commande des axes sur machines-outil à commande numérique MOCN (les premières MOCN datent des années 1960).
Le fonctionnement est très proche mais sur une imprimante 3D la pièce est réalisée par ajout de matière et non par enlèvement.
En 2019 apparaît une nouvelle méthode permettant de se soustraire à la nécessité d'imprimer un objet par couches successives, en polymérisant point par point le volume d'une résine contenue dans un récipient en rotation,.
Cette méthode, dite computed axial lithography (« lithographie axiale numérique »), utilise un algorithme de tomographie pour dépasser localement le seuil d'un photopolymère, par optimisation itérative.

### Limites
La plupart des procédés génèrent des états de surface relativement médiocres; il est souvent indispensable de lisser les surfaces par des techniques de polissage plus ou moins complexes.
Une étape de Tribofinition finale permet d'améliorer considérablement l'état de surface sur tous les volumes de la pièce. Des poudres performantes comme le diamant, garantissent un Ra de l'ordre de 15 à 20 µm.
Il est possible d’atteindre des valeurs proches de 0.1 µm voire mieux. Certaines techniques d'impression tridimensionnelle sont émettrices de particules « ultrafines » (nanoparticules).
Les procédés métalliques basés sur la fusion de poudre donnent des pièces relativement nocives si la poudre est mal aspirée sur la pièce finale.
L'impression 3D, actuellement (2018), ne permet pas de réaliser du silicium dopé (+, -), pour réaliser des semi-conducteurs.
Une des limites de la majorité des imprimantes 3D FFM/FDM est la difficulté d'imprimer un objet 3D en plusieurs couleurs. Des solutions existent, comme l'utilisation d'un logiciel tiers tel que MultiGCode, pour imprimer en plusieurs couleurs par couches.
De plus, la fabrication reste limitée à une gamme étroite de matériaux, le coût de la matière et des machines est très élevé et la mise en œuvre s'avère souvent difficile (du fait de problématiques HSE).

### Avantages
- Nombreux matériaux utilisables.
- Délais de fabrications courts : l'impression 3D ne nécessite pas d'étape de préfabrication.
- Fabrication de formes qui peuvent être très complexes : formes intérieures non débouchantes, canaux ou logements étroits, profils complexe, etc.
- Fabrication sans frais fixes : il n'y a pas d'étapes de préindustrialisation, de fabrication de moules, de gabarit ou d'outillage spécifique.

### Modélisation

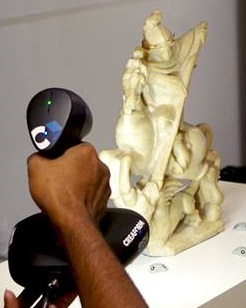
Scanner 3D sans contact

Des logiciels de dessin tridimensionnel et des outils, logiciels et applications de scannage 3D (ex Catia, Solidworks, Sprout, SketchUp ; Autodesk ; Tinkercad ; 3DTin ; FreeCad3D) grand public sont peu à peu développés pour faciliter la création directe du modèle et son importation vers l'imprimante 3D.
Ils complètent une offre logiciel déjà existante mais auparavant réservée aux professionnels.

## Procédés industriels
Trois entrées sont nécessaires pour la fabrication additive : les matériaux, l’énergie et le modèle CAO.
La matière de base peut être sous forme de liquide, de poudre, de ruban ou de fil. Cette matière peut être présente dès le début du processus de fabrication ou déposée au fur et à mesure de ce processus.
La mise en forme de la matière se fait grâce à un laser, un faisceau d'électrons, une lumière visible, des rayons UV ou IR, un arc électrique ou une source de chaleur.
Le processus de mise en forme peut être :
- physique :
  - fusion suivie par une solidification,
  - frittage ;
- chimique (surtout photochimique) :
  - polymérisation (surtout par photopolymérisation)
  - réticulation (surtout par photoréticulation).

### Terminologie et normalisation
La terminologie dans le secteur de l'impression 3D est définie par plusieurs comités qui collaborent entre eux :
- pour l'international le comité ISO/TC 261 Additive manufacturing[94] de l'Organisation internationale de normalisation (ISO)
- pour les États-Unis, l'ASMC[95] (America Makes & ANSI Additive Manufacturing Standardization Collaborative), une collaboration entre 2 organisations américaines :
  - America Makes, un partenariat entre le secteur public et privé américain, qui rassemble les principaux acteurs de l'impression 3D aux états unis[96]
  - l'American National Standards Institute (ANSI), qui supervise le développement de normes pour les produits, les services, les procédés, les systèmes et les employés aux États-Unis.
- pour l'Union européenne, le comité CEN/TC 438 Fabrication Additive[97] du Comité européen de normalisation.

la terminologie officielle est fabrication additive (Additive Manufacturing en Anglais).
Elle est décrite par l'organisme de normalisation ASTM comme « processus d'assemblage de matériaux pour fabriquer des objets à partir des données du modèle 3D, le plus souvent couche après couche, par opposition aux méthodes de fabrication soustractive.
La fabrication additive regroupe aujourd’hui sept catégories de procédés de fabrication additive officiellement normalisés en anglais,,, :
- Vat Photopolymerization (Photopolymérisation)
- Powder Bed Fusion (Fusion sur lit de poudre)
- Binder Jetting (Jet de liant)
- Material Extrusion (Extrusion de matière)
- Material Jetting (Projection de matière)
- Sheet Lamination (Stratoconception ou laminage de feuilles)
- Directed Energy Deposition (Dépôt sous énergie concentrée)

### Photopolymérisation (Vat Photopolymerization)
Un rayon UV trace la pièce dans une cuve remplie de résine liquide photopolymère en la solidifiant couche après couche.
Différentes techniques existent :

#### SLA (Stéréolithograph Apparatus)
- LFS (Low Force Stereolithography)[103]

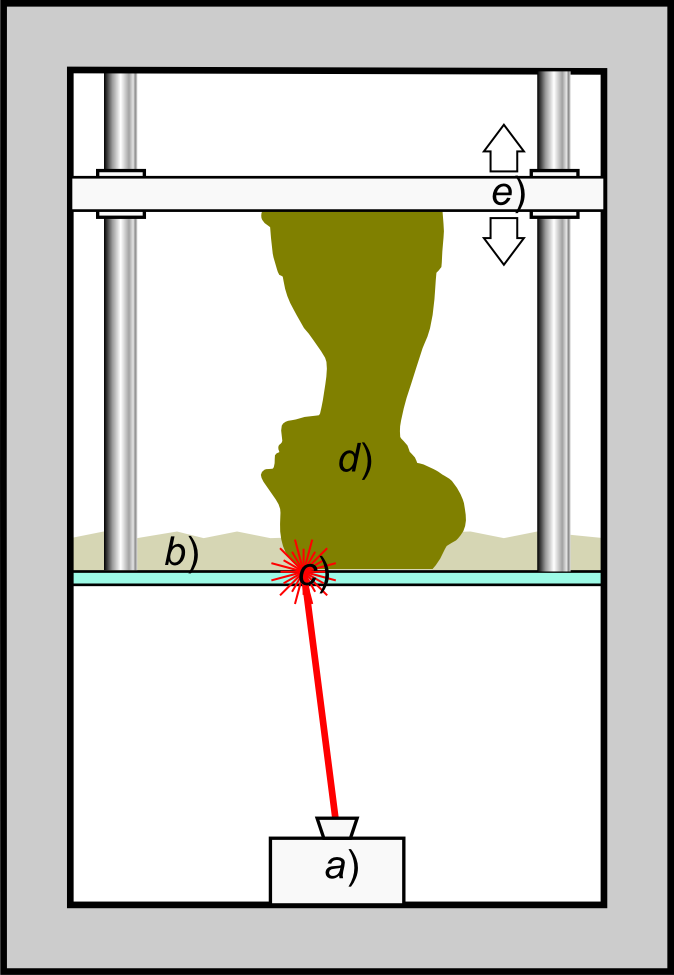
représentation schématique de la stéréolithographie (SLA) : un laser (a) est projeté à travers le fond transparent(c) d'une cuve remplie de résine liquide photopolymère(b). La résine solidifiée (d) est progressivement tirée vers le haut (e)

Il s'agit d'un laser qui solidifie des couches successives de résine photopolymère (sensible au traitement par rayon UV) jusqu'à former l'objet complet,.
Cette technique permet ainsi d'imprimer des verres de silice fondue transparents.

#### DLP (Digital Light Processing)
- LCD
- UV LCD

Le Digital Light Processing utilise un projecteur pour fixer les photopolymères. Très similaire au SLA, ce procédé diffère par l’utilisation d’une ampoule à la place d’un rayon laser UV,.
Elle consiste à illuminer en une seule image numérique chaque couche.
Le résultat est une couche formée de petites briques appelées voxels (dû au pixel de l'image numérique).
Cette technique est réputée rapide.

#### CLIP (Continuous Liquid Interface Production)
La résine liquide est solidifiée à l'aide d'une image de lumière ultraviolette, en provoquant une photopolymérisation dans un environnement dont la teneur en oxygène est contrôlée.
L'utilisation d'une image et non plus d'un laser permet de faire de cette technique d'impression l'une des plus rapides du marché, réduisant la durée d'impression à quelques minutes au lieu de quelques heures pour un objet de même taille.

#### DPP (Daylight Polymer Printing)
Cette technique consiste à durcir le polymère grâce à la lumière du jour,.

#### FTI (Film Transfer Imaging)
Un film transparent recouvert d’une couche de résine photopolymère est placé devant le vidéoprojecteur intégré à la machine, l’image de la coupe 2D projetée va faire durcir la résine.
Le plateau de production est remonté d’une épaisseur tandis que le film transparent fait un aller-retour dans la cartouche afin de recevoir une nouvelle couche de résine liquide, l’image de la coupe 2D suivante est projetée dessus et ainsi de suite.
La pièce est ainsi reconstituée couche par couche.

### Fusion sur lit de poudre (Powder Bed Fusion)

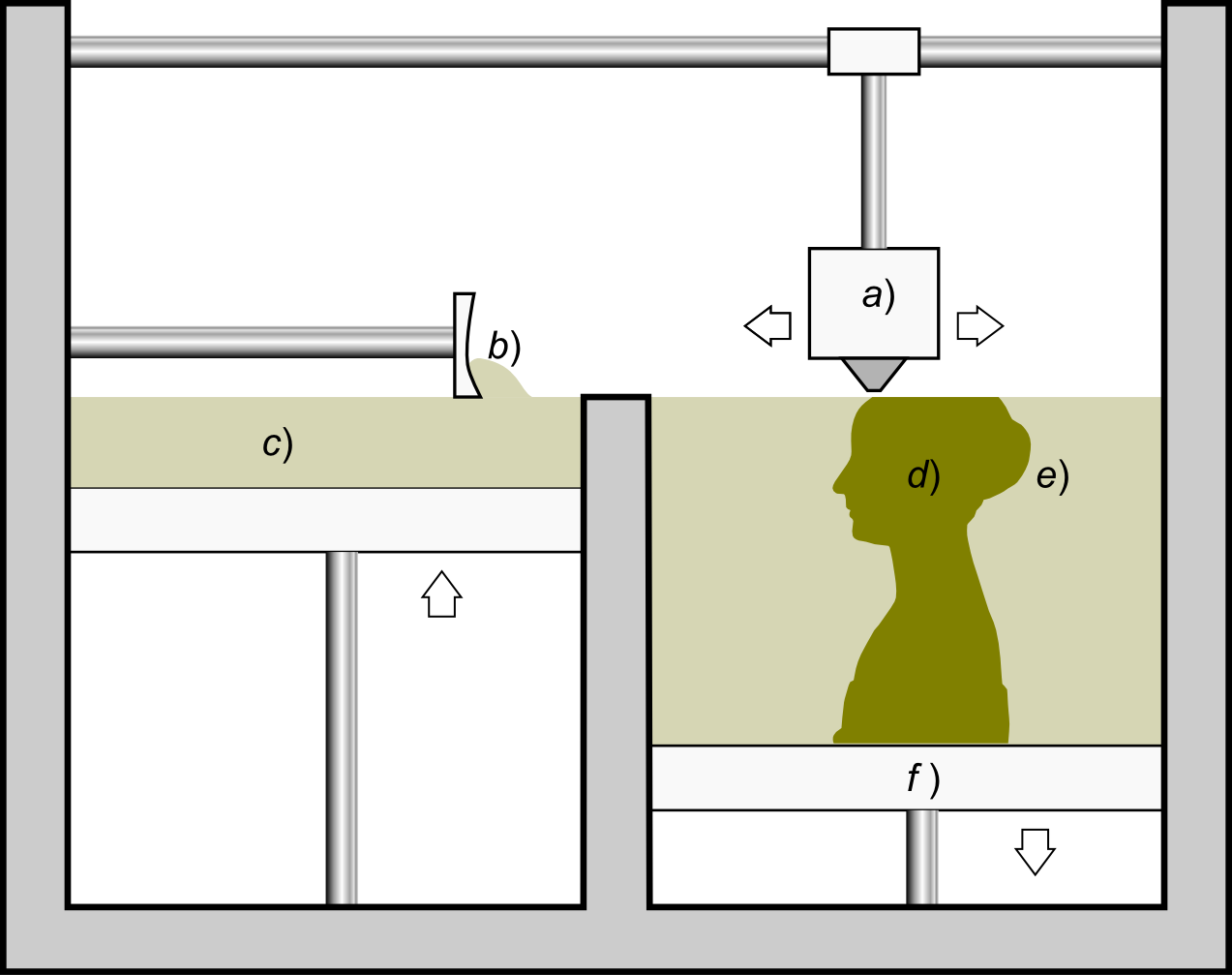
Représentation schématique de la fusion sur lit de poudre : une buse mobile (a) solidifie la surface du lit de poudre (e); une plateforme mobile (f) descend progressivement le lit de poudre et l'objet (d) reste à l’intérieur de la poudre non-solidifiée. De la nouvelle poudre est continuellement ajoutée depuis un réservoir (c) grâce à un mécanisme râteau (b).

Pour le procédé de fusion sur lit de poudre, une source d’énergie, généralement un laser ou un faisceau d’électrons, est utilisée pour fusionner les poudres du matériau de base. Une fois la première couche fusionnée, un rouleau ou une lame vient ajouter une nouvelle couche de poudre à fusionner. Ces étapes se succèdent couche par couche jusqu’à l’obtention de la géométrie finale. L’adhésion des particules entre elles peut se faire par fusion ou par frittage en fonction du matériau et de l’intensité de la source d’énergie. La morphologie des poudres a un impact déterminant sur la qualité des pièces produites par ce procédé. Les poudres sphériques, atomisées au gaz ou à l’eau, permettent une application des couches de poudres plus uniforme et limitent la porosité des pièces finales. Le PBF est majoritairement utilisé pour des matériaux métalliques tels que le titane, les aciers inoxydables et les alliages à base de nickel . À noter que ce procédé requiert une grande consommation d’énergie et que le contrôle de la microstructure y est difficile.
Différentes techniques existent :

#### SLS (Selective Laser Sintering)
- DMLS (Direct Metal Laser Sintering)[114],[115].

Le frittage sélectif par laser utilise un laser haute puissance pour fritter une poudre polymère et l’agglomérer aux couches précédentes.
C'est-à-dire que la poudre est chauffée sans être menée jusqu'à la fusion.

#### SLM (Selective Laser Melting)
- LBM (Laser Beam Melting)[117]

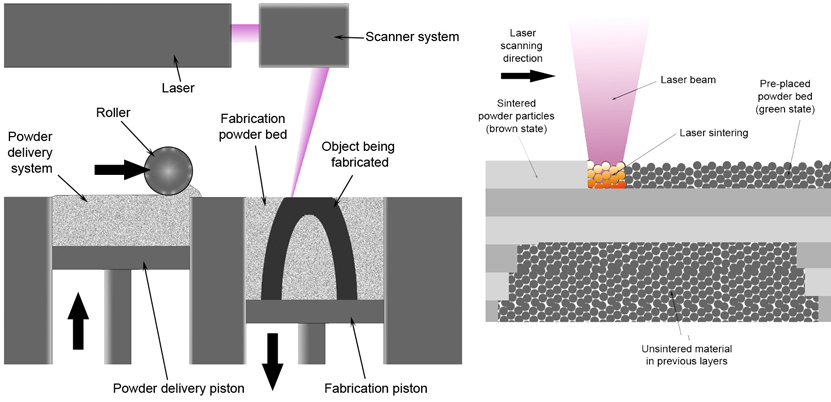
Schéma du procédé selective laser melting (SLM)

La Fusion sélective par laser utilise un laser haute puissance pour faire fondre et fusionner une poudre métallique avec la couche précédente.
Contrairement à la technique SLS, la poudre est menée jusqu'à son point de fusion.

#### EBM (Electron Beam Melting)
Ce procédé utilise un faisceau d'électrons au lieu d'un laser pour faire fondre la poudre métallique, donnant des pièces de dimensions similaires mais avec quelques changements sur les propriétés de celles-ci,.

#### GLAM (Glass Laser Additive Manufacturing)
Cette technique utilise un laser haute puissance pour faire fondre et fusionner une poudre de verre,.

### Projection de liant (Binder Jetting)
- MJF (Multi Jet Fusion)[124],[125]
- HPMJ (HP Metal Jet)[126],[127]

La fabrication par jet de liant consiste à déposer un liant liquide sous forme de jet sur la table. Un réservoir de poudre actionné par des servomoteurs se déplace ensuite pour recouvrir de poudres la table. La poudre entre en contact afin que le liant forme alors la première couche de la pièce. Le principe est répété à de multiples reprises jusqu’à l’obtention de la géométrie de la pièce finale. Bien que ce procédé soit peu dispendieux et rapide, le fini de surface ainsi que les propriétés mécaniques des pièces obtenues sont généralement inférieurs aux autres procédés de fabrication additive,. La fabrication par projection de liant peut être utilisée pour mettre en forme les matériaux métalliques, polymériques, céramiques ou composites,. Pour les pièces métalliques et céramiques, des étapes subséquentes de déliantage et de frittage sont nécessaires pour obtenir une pièce dense.

### Extrusion de matière (Material Extrusion)

#### FDM (Fused Deposition Modeling)

Procédé Fused Deposition Modeling (FDM)

Lors de la fabrication d’une pièce par extrusion de matériau, le matériau d’apport est extrudé au travers d’une buse sur la table de la machine. Le mouvement de la table ou de la buse permet de créer une couche de matériau ayant la géométrie désirée. La succession des différentes couches permet de créer la pièce finale. Ce procédé est très versatile au niveau des matériaux pouvant être utilisés, ce qui contribue à sa grande popularité. Le FDM permet de mettre en forme des polymères ou encore des mélanges de composés de polymères et de poudres métalliques ou céramiques. Pour la production de pièce de céramique ou métallique, des étapes de déliantage et de frittage seront nécessaires afin de retirer le liant polymérique utilisé lors de l’extrusion et pour densifier la pièce finale. Le matériau d’apport peut être sous forme de granule, de fil ou de pâte dépendamment du type d’extrudeur utilisé.
Le fil en fusion, d'un diamètre de l'ordre du dixième de millimètre, est déposé sur le modèle et vient se coller par refusion sur la couche précédente.
Le Fused Deposition Modeling est une marque déposée par l'inventeur de la technologie (Stratasys) tombée dans le domaine public en 2012.

#### FFF (Fused Filament Fabrication)
Cette technique est semblable au procédé FDM,, mais comme il s'agit d'un marque déposée, le projet reprap et les entreprises qui l'ont repris utilisent le terme Fused Filament Fabrication.

### Projection de matière (Material Jetting)
La technique d'impression 3D par projection de matière est comparable à du jet d'encre classique.
L'utilisation de photopolymères, métaux ou cires qui se solidifient lorsqu'ils sont exposés à la lumière ou à la chaleur (d'une manière similaire à la stéréolithographie) garantit que les objets physiques sont fabriqués une couche après l'autre. Cette technique donne un produit de haute précision et un bon fini de surface. La projection de matière est principalement utilisée pour fabriquer des pièces de polymères ou de composites.
La projection de matière permet d'imprimer différents matériaux en 3D dans une même pièce.
Différentes techniques existent :

#### NPJ (NanoParticle Jetting)
C'est la projection de nanoparticules de métal ou de céramique qui sont solidifiées en les chauffant.

#### DOD (Drop On Demand)
Ce type d'imprimantes utilise 2 buses différentes, la première dépose un matériau soluble de support qui sert de moule, et la seconde dépose le matériau qui compose l'objet à imprimer (cire ou résine).
Une fois l'impression terminée le matériau de support est dissout,.

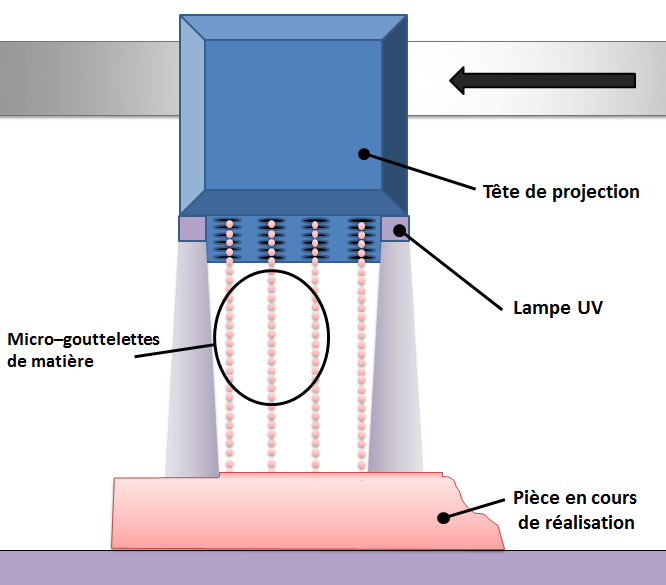
MJM (Multijet Modeling)

#### MJM (Multijet Modeling)
- Polyjet[138]
- MJP (Multijet Printing)

Cette technique dépose de microgouttelettes de résines photosensibles qu’une lampe à UV vient faire durcir.
Il s'agit ici d'une technologie que nous pourrions comparer à la technologie jet d'encre.
Les agents de fusion et de détail sont ensuite chauffés pour devenir des éléments de couches solides.
Cette technique consiste à déposer une couche de résine (du plastique type acrylate ou polypropylène) liquide de la même manière qu'une imprimante à jet d'encre avec une épaisseur de 2/100 à 4/100 de mm.

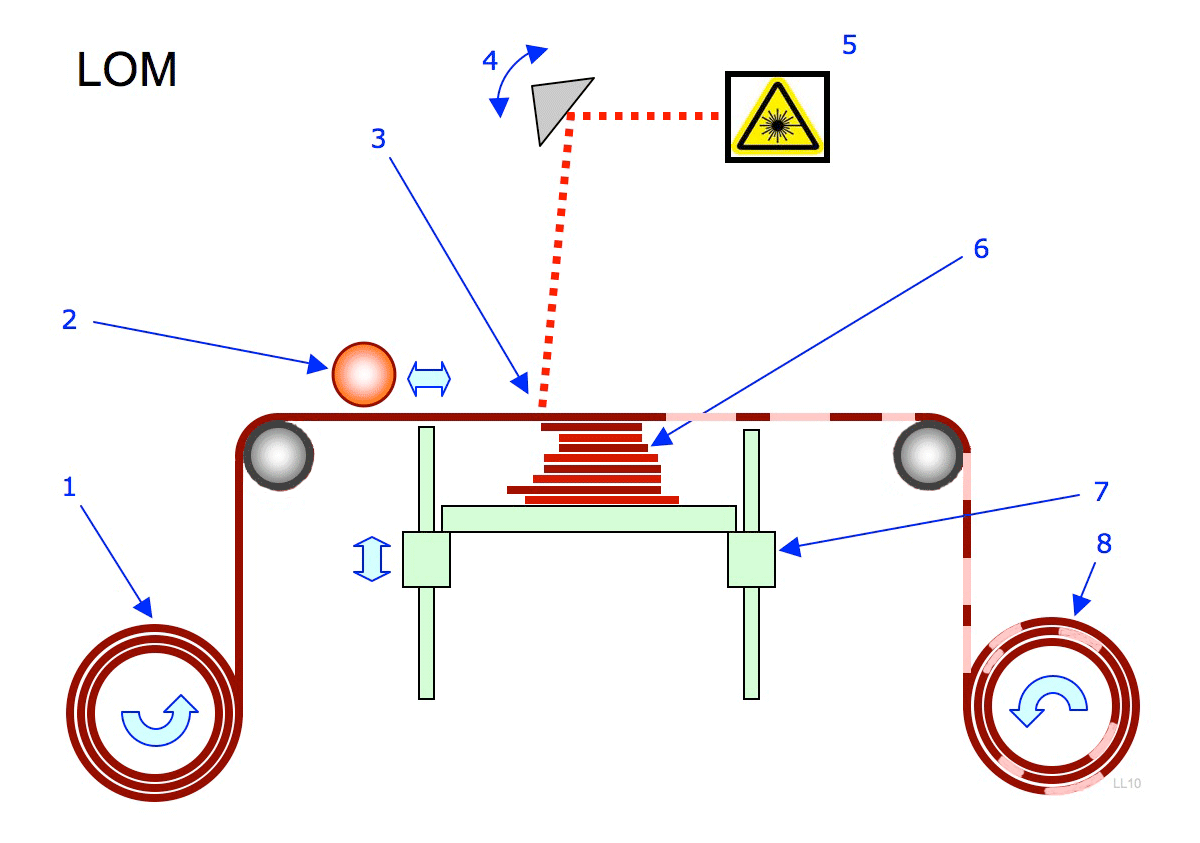
LOM:(1)Réserve de feuilles (2)Rouleau chauffant (3)Faisceau laser (6)Couches successives (7)Plateforme mobile (8)Restes

En 2014, BMW France utilise le MJM pour une opération évènementielle, en créant des voitures miniatures insolites.

#### AJP (Aerosol Jet Printing)
Ce procédé permet d'imprimer des composants électroniques et biologiques par un mécanisme ultrasonique ou pneumatique,,.

### Laminage de feuille (Sheet Lamination)
Le procédé de fabrication par lamination de feuille, aussi appelé fabrication d’objet par lamination, a été inventé par Feygin et Pak en 1999. Pour ce procédé, les couches de matériau fournies à partir d'un rouleau continu sont coupées à l'aide d'un laser. La géométrie souhaitée est créée en liant ces couches à l'aide d'une résine activée par la chaleur ou par ultrason et les propriétés mécaniques des pièces produites dépendent principalement du type d’adhésif sélectionné. Ce procédé est principalement utilisé pour la production de pièces polymériques ou composites.

#### LOM (Laminated Object Manufacturing)
- SDL (Selective Deposition Lamination)[150]

La technique d'impression 3D par laminage de feuille consiste à superposer plusieurs couches de matériaux composés de feuilles afin de fabriquer un objet.
Chaque feuille est découpée à la forme voulue par couteau ou laser pour correspondre à la section transverse de l'objet,.

#### UAM (Ultrasonic Additive Manufacturing)
- UC (Ultrasonic Consolidation)[153]

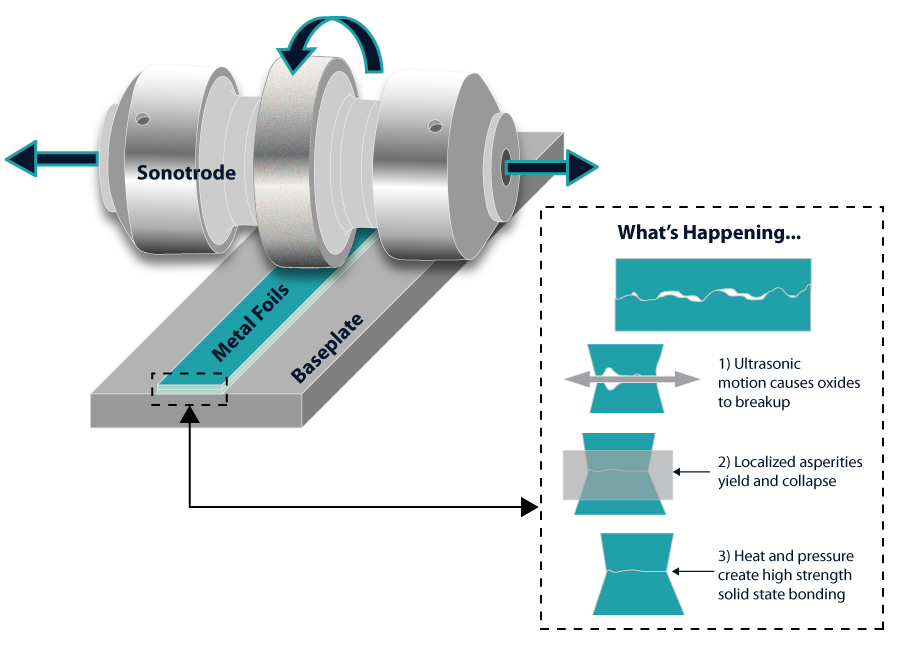
Ultrasonic Consolidation

Cette technique consiste à assembler des feuilles de métal en couche successives sans fusion à l'aide des ultrasons.
L’excédent de métal est enlevé par fraisage,.

### Dépôt sous énergie concentrée (Directed Energy Deposition)
Ce procédé, également appelé Direct Metal Deposition (DMD),, consiste à déposer de la poudre métallique directement sur la surface de travail, où elle est fondue par un faisceau laser et fusionnée avec la couche précédente. Deux axes supplémentaires permettent de s'adapter aux formes complexes.
Différentes techniques existent :

#### LENS (Laser Engineering Net Shape)
- DMD (Direct Metal Deposition)[159]
- LAM (Laser Additive Manufacturing)[160],[161]

Le matériau, sous forme de poudre ou de fil, est déposé puis fondu grâce à un laser en couches successives.

#### EBAM (Electron Beam Additive Manufacturing)
Développée par Sciaky Inc depuis les années 90, le procédé EBAM est une technologie de pointe mettant en œuvre un faisceau d'électrons dans une chambre sous vide pur, pour faire fondre du métal sous forme de fil épais (1 à 4 mm en titane par exemple), pour imprimer en 3D des pièces de typologie de forge. Elle est idéale pour les secteurs de l'aéronautique, du spatial, de la défense, pour produire des pièces de structures très sollicitées. L'EBAM est le procédé le plus éprouvé à ce jour (qualité matières),.

#### EBF3 (Electron Beam Freeform Fabrication)

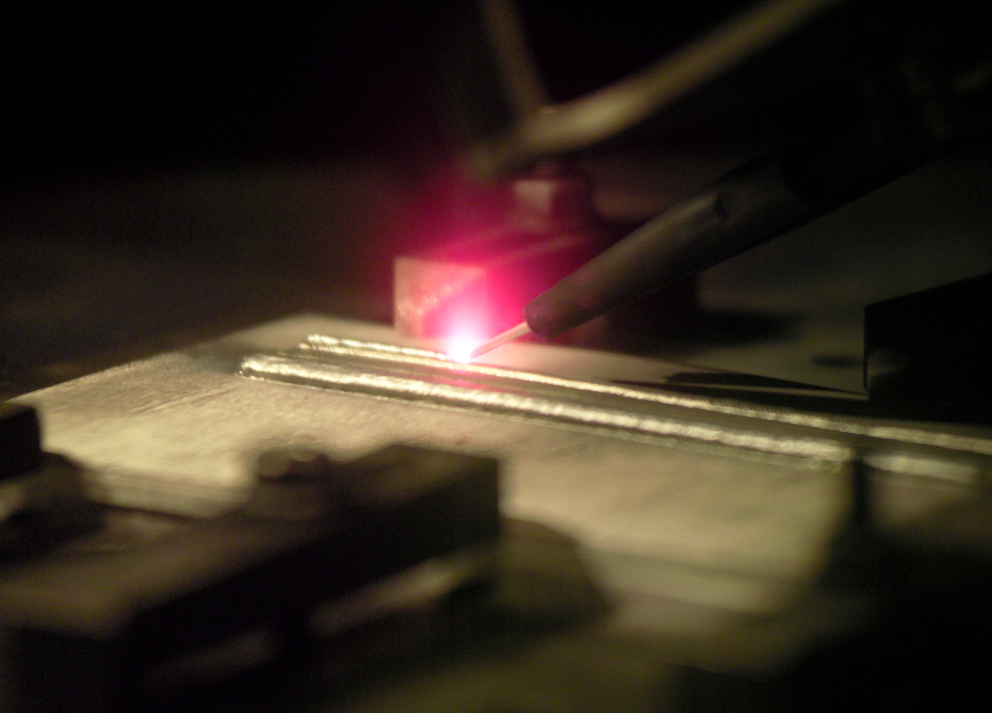
EBF3 (Electron Beam Freeform Fabrication) System

Dans un environnement sous vide, un fil métallique est déposé puis fondu par un faisceau d'électrons en couches successives sur un substrat métallique.
Ce procédé est développé par la NASA, pour pouvoir créer des pièces directement dans l'espace,.

#### WAAM (Wire Arc Additive Manufacturing)
Cette technique utilise un arc électrique pour faire fondre un fil de métal et l'assembler à la pièce, comme en soudure. Ce procédé est adapté pour imprimer des objets de grande taille.

#### CLAD (Construction laser additive directe)
Cette technique consiste à fondre de la poudre métallique avec un laser par couches successives,.

### Récapitulatif
Le tableau suivant classe les méthodes de fabrication additive selon la forme de la matière de base et le procédé de leur mise en forme.
| Type,                                                 | Principe | Procédé                                       | énergie              | Procédé        | Forme matériaux   | Matériaux                                                                                   |
| ----------------------------------------------------- | --- | --------------------------------------------- | -------------------- | -------------- | ----------------- | ------------------------------------------------------------------------------------------- |
| Vat Photopolymerization                               | Un rayon UV trace la pièce dans une cuve remplie de résine liquide photopolymère, en la solidifiant couche après couche. | SLA (Stereolithograph Apparatus),             | Laser                | polymérisation | liquide           | Élastomères et plastiques thermodurcissable                                                 |
| Vat Photopolymerization                               | Un rayon UV trace la pièce dans une cuve remplie de résine liquide photopolymère, en la solidifiant couche après couche. | LFS (Low Force Stereolithography)             | Laser                | polymérisation | liquide           |                                                                                             |
| Vat Photopolymerization                               | Un rayon UV trace la pièce dans une cuve remplie de résine liquide photopolymère, en la solidifiant couche après couche. | DLP (Digital Light Processing),               | projecteur           | polymérisation | liquide           | polymères                                                                                   |
| Vat Photopolymerization                               | Un rayon UV trace la pièce dans une cuve remplie de résine liquide photopolymère, en la solidifiant couche après couche. | CLIP (Continuous Liquid Interface Production) | ultraviolets         | polymérisation | liquide           | Plastiques, époxy, polymères acryliques                                                     |
| Vat Photopolymerization                               | Un rayon UV trace la pièce dans une cuve remplie de résine liquide photopolymère, en la solidifiant couche après couche. | DPP (Daylight Polymer Printing),              | lumière du jour      | polymérisation | liquide           | polymères                                                                                   |
| Vat Photopolymerization                               | Un rayon UV trace la pièce dans une cuve remplie de résine liquide photopolymère, en la solidifiant couche après couche. | FTI (Film Transfer Imaging)                   | projecteur           | polymérisation | liquide           | polymères                                                                                   |
| Powder Bed Fusion                                     | Un rayon trace la pièce dans un lit de poudre, en la solidifiant couche après couche.                                    | SLS (Selective Laser Sintering)               | laser                | Frittage       | poudre            | Thermoplastiques (polycarbonate, polyamides, le polychlorure de vinyle), métaux, céramiques |
| Powder Bed Fusion                                     | Un rayon trace la pièce dans un lit de poudre, en la solidifiant couche après couche.                                    | DMLS (Direct Metal Laser Sintering)           | laser                | Frittage       | poudre            | Thermoplastiques (polycarbonate, polyamides, le polychlorure de vinyle), métaux, céramiques |
| Powder Bed Fusion                                     | Un rayon trace la pièce dans un lit de poudre, en la solidifiant couche après couche.                                    | SLM (Selective Laser Melting),                | laser                | Fusion         | poudre            | Métaux, plastiques et céramiques                                                            |
| Powder Bed Fusion                                     | Un rayon trace la pièce dans un lit de poudre, en la solidifiant couche après couche.                                    | LBM (Laser Beam Melting)                      | laser                | Fusion         | poudre            | Métaux, plastiques et céramiques                                                            |
| Powder Bed Fusion                                     | Un rayon trace la pièce dans un lit de poudre, en la solidifiant couche après couche.                                    | DMP (Direct Metal Printing)                   | laser                | Fusion         | poudre            | Métaux, plastiques et céramiques                                                            |
| Powder Bed Fusion                                     | Un rayon trace la pièce dans un lit de poudre, en la solidifiant couche après couche.                                    | EBM (Electron Beam Melting),                  | faisceau d'électrons | Fusion         | poudre            | Titane principalement                                                                       |
| Powder Bed Fusion                                     | Un rayon trace la pièce dans un lit de poudre, en la solidifiant couche après couche.                                    | GLAM (Glass Laser Additive Manufacturing),    | laser                | Fusion         | poudre            | verre                                                                                       |
| Binder Jetting                                        | projection d'un liant adhésif liquide sur de fines couches de matériau en poudre                                         | BJ (Binder Jetting),                          | liant adhesif        |                | poudre            | céramique et métal                                                                          |
| Binder Jetting                                        | projection d'un liant adhésif liquide sur de fines couches de matériau en poudre                                         | MJF (Multi Jet Fusion),                       | liant adhesif        |                | poudre            | céramique et métal                                                                          |
| Binder Jetting                                        | projection d'un liant adhésif liquide sur de fines couches de matériau en poudre                                         | HPMJ (HP Metal Jet),                          | liant adhesif        |                | poudre            | céramique et métal                                                                          |
| Material Extrusion                                    | extrusion d'un fil thermoplastique                                                                                       | FDM (Fused Deposition Modeling)               | chauffage            | extrusion      | bobine de fil,    | Thermoplastiques (ABS, polycarbonate)                                                       |
| Material Extrusion                                    | extrusion d'un fil thermoplastique                                                                                       | FFF (Fused Filament Fabrication),             | chauffage            | extrusion      | bobine de fil,    | Thermoplastiques (ABS, polycarbonate)                                                       |
| Material Jetting                                      | projection de matière qui est durcie sur la pièce                                                                        | MJ (Material Jetting)                         | ultraviolets         | polymérisation | liquide           | polymères                                                                                   |
| Material Jetting                                      | projection de matière qui est durcie sur la pièce                                                                        | NPJ (NanoParticle Jetting)                    | chauffage            | fusion         | nanoparticule     | céramique et métal                                                                          |
| Material Jetting                                      | projection de matière qui est durcie sur la pièce                                                                        | DOD (Drop On Demand),                         | chauffage            | fusion         | liquide           | cire ou résine                                                                              |
| Material Jetting                                      | projection de matière qui est durcie sur la pièce                                                                        | MJM (Multijet Modeling),                      | laser                | polymérisation | microgoutellettes | polymères                                                                                   |
| Material Jetting                                      | projection de matière qui est durcie sur la pièce                                                                        | MJP (Multijet Printing)                       | laser                | polymérisation | microgoutellettes | polymères                                                                                   |
| Material Jetting                                      | projection de matière qui est durcie sur la pièce                                                                        | Polyjet                                       | laser                | polymérisation | microgoutellettes | polymères                                                                                   |
| Material Jetting                                      | projection de matière qui est durcie sur la pièce                                                                        | AJP (Aerosol Jet Printing),                   | gaz                  |                | nanoparticule     |                                                                                             |
| Sheet Lamination                                      | découpe d'un matériau solide en feuilles                                                                                 | LOM (Laminated Object manufacturing),         | laser                |                | solide            | Papier, plastique, céramique ou aluminium                                                   |
| Sheet Lamination                                      | découpe d'un matériau solide en feuilles                                                                                 | SDL (Selective Deposition Lamination)         | laser                |                | solide            | Papier, plastique, céramique ou aluminium                                                   |
| Sheet Lamination                                      | découpe d'un matériau solide en feuilles                                                                                 | UC (Ultrasonic Consolidation),                | Ultrasons            | friction       | solide            | métal                                                                                       |
| Sheet Lamination                                      | découpe d'un matériau solide en feuilles                                                                                 | UAM (Ultrasonic Additive Manufacturing)       | Ultrasons            | friction       | solide            | métal                                                                                       |
| Direct Energie Deposition ou Direct Metal deposition, | dépôt de matière, qui est fondue directement sur la pièce, couche après couche                                           | LENS (Laser Engineering Net Shape)            | laser                | Fusion         | poudre ou fil     | métal                                                                                       |
| Direct Energie Deposition ou Direct Metal deposition, | dépôt de matière, qui est fondue directement sur la pièce, couche après couche                                           | LAM (Laser Additive Manufacturing),           | laser                | Fusion         | poudre ou fil     | métal                                                                                       |
| Direct Energie Deposition ou Direct Metal deposition, | dépôt de matière, qui est fondue directement sur la pièce, couche après couche                                           | DMD (Direct Metal Deposition)                 | laser                | Fusion         | poudre ou fil     | métal                                                                                       |
| Direct Energie Deposition ou Direct Metal deposition, | dépôt de matière, qui est fondue directement sur la pièce, couche après couche                                           | EBAM (Electron Beam Additive Manufacturing),  | faisceau d'électrons | Fusion         | poudre ou fil     | métal                                                                                       |
| Direct Energie Deposition ou Direct Metal deposition, | dépôt de matière, qui est fondue directement sur la pièce, couche après couche                                           | EBF3 (Electron Beam Freeform Fabrication),    | faisceau d'électrons | Fusion         | fil               | métal                                                                                       |
| Direct Energie Deposition ou Direct Metal deposition, | dépôt de matière, qui est fondue directement sur la pièce, couche après couche                                           | WAAM (Wire Arc Additive Manufacturing)        | arc électrique       | Fusion         | fil               | métal                                                                                       |
| Direct Energie Deposition ou Direct Metal deposition, | dépôt de matière, qui est fondue directement sur la pièce, couche après couche                                           | CLAD (construction laser additive directe),   | laser                | Fusion         | poudre            | métal                                                                                       |

## Autres procédés

### Fabrication additive indirecte
Une façon de pallier les défauts de robustesse imputable à l’impression 3D consiste en la production de formes dites « mères » servant à la production de moules de fonderie, comme peut le faire 3D métal industrie, d’injection plastique ou de céramique, comme le fait par exemple STU-DIO.
La fabrication additive ne sert alors qu’à produire une forme qui sera moulée puis reproduite en un matériau aux caractéristiques mécaniques plus intéressantes.

### Impression de verre
Le MIT (Massachusetts Institute of Technology) a conçu une imprimante 3D qui travaille avec du verre fondu et baptisée G3DP (pour Glass 3D Printing). L'imprimante se compose d'un four à creuset de 1,800 W, qui permet de faire fondre le verre et de le maintenir entre 1.040 et 1,165 °C, d'une buse chauffante en céramique, qui va déposer la matière (filaments de verre de 10 millimètres de diamètre), et d'un four à recuisson pour maintenir la température au-dessus du seuil de transition du verre.

### Impression de sable
En 2012-2013, des expériences artistiques et/ou techniques ont utilisé des machines construisant des objets ou décors en sable, parfois de grande taille.
C'est par exemple le cas :
- de décors d'architecture imprimée par les architectes Michael Hansmeyer et Benjamin Dillenburger, réalisés avec le Department d'Architecture de l'ETH de Zurich. La machine 3D a produit des objets de grande taille à base de sable mis en forme à partir d'algorithmes conçus pour produire des formes complexes et décoratives, qui ont été exposées en France au FRAC d'Orléans en 2014 ;

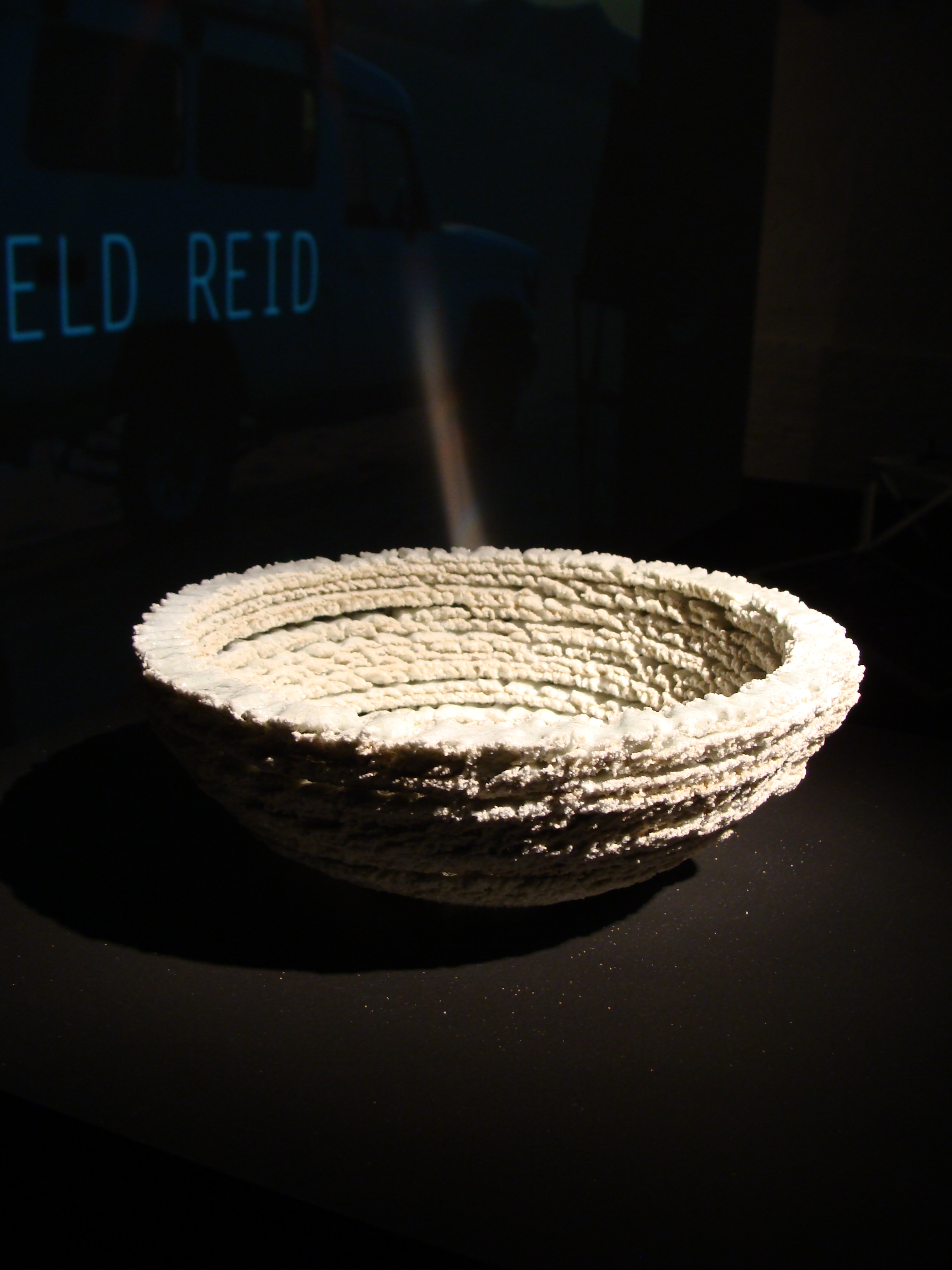
Principe de l'imprimante 3D de Markus Kayser, parfaite pour le désert : ni carburant ni d'électricité pour produire un matériau très dur ; c'est le soleil, concentré par une lentille, qui ici fait fondre le sable pour le transformer en verre

- des « sculptures » ou objets utilitaires construit par un « robot mobile pulvérisateur de pierre » (Stone Spray robot) contrôlé par ordinateur et capable d'imprimer dans plusieurs directions à la fois (selon deux plans ; vertical et horizontal) pour produire des formes complexes éventuellement autoportantes (meubles, murs, sculptures... construites à base de sable aggloméré par une colle (liant écologique certifié LEEED
- (Leadership in Energy and Environmental Design), avec une alimentation électrique qui est un panneau photovoltaïque.
- Ce robot a été produit par Shergill, Anna Kulik et Petr Novikov, supervisés par Jordi Portell, Marta Male Alemany et Miquel Iloveras de l'IAAC (Institut catalan pour une architecture avancée (Institute for Advanced Architecture of Catalonia (en)) ;
- des objets en sable fondu ; la fusion étant ici produite par concentration d'un faisceau de lumière solaire sur une couche renouvelée de sable du désert. Markus Kayser a ainsi produit un petit prototype très simple, testé avec succès dans le désert du Sahara fonctionnant au moyen d'une lentille de Fresnel (« Solar Sinter Project ») concentrant la chaleur du soleil sur du sable ajouté dans la machine couche par couche, sur la base d'un modèle numérique[178].

La NASA envisage l'utilisation d'une Imprimante 3D géante pour imprimer des constructions en dur sur la Lune ou Mars à partir des poussières de ces planètes et additionnées d'un liant.

### Impression de terre (argile, géopolymères à base d'argile)
On sait depuis plusieurs années imprimer de l'argile et des géopolymères. Une start-up italienne (WASP, initiales de World's Advanced Saving Project, basée à Massa Lombarda, en Italie) a réalisé une imprimante 3D capable d'imprimer une petite maison (la première a été réalisée en 2018) pour le coût marginal (le matériau peut être entièrement de la terre préservées sur place (30 % d'argile, 40 % de limon, 30 % de sable), le trou devenant une mare près de la maison. Le matériau peut être un géopolymère si on y ajoute par exemple 40 % de paille de riz hachée, 25 % de balle de riz et 10 % de chaux. Une mini-maison dont le mur mesure 30 mètres, baptisée « Gaia », a coûté 900 euros de matériaux. Des poutres étaient ajouté à l'intérieur pour supporter le toit en débord (pour protéger les murs d'un excès de pluie). En 2021, une maison à deux dômes a été réalisée en 200 heures par deux bras d'impression synchronisés

### Impression alimentaire
L'impression 3D appliquée à l'alimentation a donné lieu à quelques réalisations qui répondent davantage à des opérations évènementielles qu'à de vrais processus de fabrication.
Citons :
- en 2009, l'institut français d'art culinaire, l'école d'art culinaire de New York City ont travaillé sur l'élaboration de l'impression de nourriture, sur l'imprimante 3D libre Fab@home ;
- en 2010, le projet Cornucopia du Massachusetts Institute of Technology travaille sur l'impression de nourriture[182] et des entreprises (comme IKEA) travaillent sur ce concept[183] ;
- en 2012, Choc Edge a proposé la Choc Creator Version 1, la première imprimante 3D à chocolat[184].

D'autres réalisations sont à noter dans ce domaine.

### Impression de matière vivante
Contrairement aux matériaux synthétiques conventionnels, qui se dégradent avec le temps, les matériaux biologiques tels que la soie, la cellulose et le bois peuvent croître, se régénérer et s'adapter à leur environnement. Depuis les années 2000, cette constatation a inspiré la création de nouveaux matériaux synthétiques : en combinant des micro-organismes producteurs de matériaux biologiques et des blocs de construction abiotiques, les chercheurs ont créé des bétons auto-cicatrisants, des surfaces libérant des antibiotiques et d'autres matériaux conçus sur mesure.
En 2017 en France, un laboratoire bordelais de l'Inserm a mis au point un système de bioimpression par laser qui permet de confectionner des tissus vivants en trois dimensions. Cette technique doit servir à créer des tissus destinés à des essais pour l'industrie pharmaceutique ou cosmétique puis, à terme, à réaliser des greffons.
En 2022, en Suisse, une équipe zurichoise annonce la conception d'une encre constituée d'un hydrogel chargé de mycélium du champignon Ganoderma lucidum, dont l'activité métabolique permet à la structure imprimée de croître et de se réparer,.
En 2024 aux Etats-Unis, une équipe de l'université Rice annonce la conception d'une encre sans additif fabriquée à base de bois, constituée de lignine, de cellulose et d'eau. Le procédé d'impression est le direct ink writing,. 

### Laserfactory
Le Laserfactory est une machine créée par le MIT capable d'assembler des drones et des robots sans intervention humaine, fonctionnels dès la sortie de la machine.
Elle comprend à la fois la partie logicielle (Conception assistée par ordinateur) et la partie matérielle (Imprimante 3D).
Elle effectue la découpe laser du corps de l'appareil dans du plexiglas, et dépose les composants électroniques à l'aide d'une ventouse. Une buse permet de déposer de la pâte d'argent pour tracer les connexions du circuit électronique qui sont ensuite soudées grâce au laser,.

### Impression de jardin

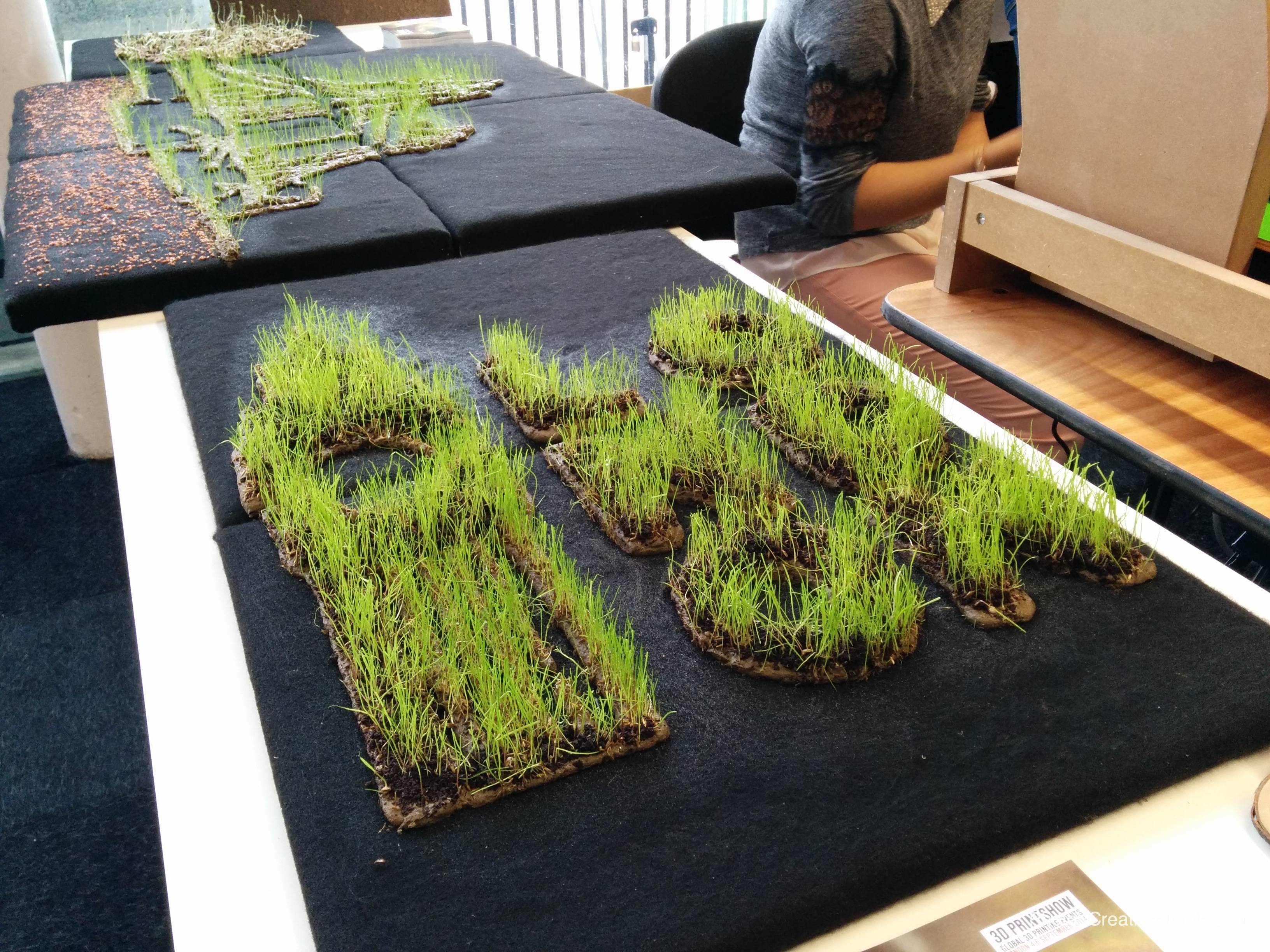
jardin imprimé en 3D (Print Green)

Des étudiants issus de l'université de Maribor en Slovénie ont développé une imprimante 3D qui permet de créer des dispositions de plants d'herbe entièrement personnalisées.
Au lieu d'utiliser du filament plastique, l'imprimante agglomère un mélange de graines de pelouse, d'eau et de terre.

## Aspects juridiques
La démocratisation de l'impression tridimensionnelle fait craindre à certains un risque de contrefaçon, ce qui pourrait nécessiter une adaptation du droit de la propriété intellectuelle.
En novembre 2010, Michael Weinberg écrit sur PublicKnowledge.org. que « Le temps viendra (…) vite où les industries en place qui seront touchées exigeront de nouvelles lois restrictives pour l’impression 3D. Si la communauté attend ce jour pour s’organiser, il sera trop tard. [Elle] doit plutôt s’efforcer d’éduquer les décisionnaires et le public au formidable potentiel de l’impression 3D. Ainsi, lorsque les industries en place décriront avec dédain l’impression 3D comme un passe-temps de pirates ou de hors-la-loi, leurs déclarations tomberont dans des oreilles trop avisées pour détruire cette toute nouvelle nouveauté ».
L'impression tridimensionnelle a d'abord été industrielle, mais fonctionne aussi sur le modèle du logiciel libre/open source. Un auteur de Framablog écrit « songez en effet à un monde où les quatre libertés du logiciel s’appliquent également ainsi aux objets domestiques : liberté d’usage, d’étude, d’amélioration et de diffusion. Ne sommes-nous pas alors réellement dans des conditions qui nous permettent de nous affranchir d’une certaine logique économique et financière dont nous ne pouvions que constater impuissants les dégâts toujours plus nombreux ? »
Par exemple, le blogueur Todd Blatt a reçu une mise en demeure de Paramount pour la matérialisation d’un cube similaire à celui du film Super 8 sur Shapeways (base de données de fichiers 3D numériques).
En août 2013, Shapeways a également été mis en demeure par la société japonaise Square Enix, éditrice du jeu Final Fantasy, à la suite de la mise en ligne et de la vente de figurines représentant les héros du jeu sur leur site.
En 2013, le député français François Cornut-Gentille questionne à l'Assemblée nationale le ministre du Redressement productif (Arnaud Montebourg) : « La prolifération de sites de téléchargement de ce genre de fichier est à craindre dans les années à venir ; elle risquerait, à terme, d'engendrer des effets aussi néfastes pour l'industrie que ceux que connaissent actuellement les secteurs de la musique et du cinéma », craignant des reproductions faites « sans aucun droit de propriété et à moindre frais » dès lors que des plans privés sont récupérés.
Le député souhaite savoir si des « dispositifs » sont prévus pour réguler et encadrer le marché de l'impression tridimensionnelle (par exemple par le déploiement de verrous numériques (DRM)).
Le 9 juin 2017, Disney dépose un brevet pour apposer une substance réflective sur les figurines de ses marques afin de tromper les scanners des imprimantes 3D avec pour but de protéger ses droits d'auteurs en empêchant les copies.

## Aspects communautaires
Dans son travail consacré aux « personal fabricators » - Neil Gershenfeld, ingénieur au MIT et dont les recherches sont à l’origine du mouvement des FabLabs, affirme que « les articles scintillants sur les imprimantes 3D peuvent se lire comme les récits des années 1950 qui proclamaient que les fours à micro-ondes étaient le futur de la cuisine. Les micro-ondes sont pratiques, mais ils n’ont pas remplacé le reste de la cuisine ».
En complémentarité de l’utilisation de ces technologies dans l’industrie, l’arrivée récente de l’impression 3D chez les particuliers a développé son potentiel. Bien que le mode d’impression par fil chaud (FDM) soit de moindre qualité et plus pauvre dans ses applications. La possibilité à un grand nombre de personnes d’obtenir un moyen de production dont l’apprentissage et l’utilisation sont accessibles, que ce soit en se faisant aider par des membres des fab-labs ou grâce aux multitudes de ressources existantes en ligne, on permet à chacun d’innover, comme la diffusion des ordinateurs personnels et d’Internet a pu le faire auparavant : « dans une certaine perspective, il y a une analogie étroite avec l'histoire de l'informatique », Neil Gershenfeld. C’est aussi ce qu’indique Éric Von Hippel : « L’usager qui innove peut développer exactement ce qu’il souhaite, plutôt que de laisser les industriels agir comme ses agents (souvent assez imparfaits). De plus, les usagers ne doivent pas nécessairement tout développer eux-mêmes : ils peuvent bénéficier d’innovations développées et partagées librement par d’autres ».
Des plateformes sociales en ligne se sont développées pour soutenir la communauté. Cela inclut les sites Web qui permettent aux utilisateurs d'accéder à des informations telles que la manière de construire une imprimante 3D, ainsi que des forums qui discutent de la façon d'améliorer la qualité d'impression 3D et discutent de l'actualité de l'impression 3D, et enfin des réseaux sociaux dédiés au partage de modèles 3D. Il existe des sites tels que Pinshape, Thingiverse et MyMiniFactory, qui permettent aux utilisateurs de publier des fichiers 3D que tout le monde peut imprimer. Ces sites Web ont permis une grande interaction sociale entre énormément d’utilisateurs, créant des communautés dédiées à l'impression 3D.
D’autres initiatives plus ambitieuses voient aussi le jour, comme le projet RepRap (REPlicating RAPid prototyper) lancé par l’universitaire Adrian Bowyer sur les principes du travail ouvert et collaboratif. Le projet consiste en la création d’une imprimante 3D « auto-réplicante », c’est-à-dire capable de refabriquer des modèles identiques à la machine de départ. À terme, une personne possédant une imprimante 3D pourrait donc produire en continu de nouvelles imprimantes, avec pour seul prix le coût du matériau utilisé, aidant encore à l’accès au moyen de production et à la maitrise du développement technologique.
Le projet a eu beaucoup de succès dans ces sphères communautaires grâce à son principe de production par les pairs sur la base de biens communs, permettant d’aboutir à une multitude de modèles de cette machine, devenant les plus utilisées parmi les membres de la communauté Maker. À ce jour, aucune n’a atteint le but initial, les moteurs, les parties électroniques et la buse d’extrusion n’étant pas imprimables par une autre machine du même type. La communauté entretient un « wiki » mettant à disposition des informations techniques, permettant de suivre l’évolution du projet et les multiples tentatives d’amélioration. Le site conforte aussi cette dimension communautaire (« Reprap.org is a community project, which means you are welcome to edit most pages on this site, or better yet, create new pages of your own »).
De plus l'impression 3D en production par les pairs sur la base de biens communs pourrait développer des économies de gamme. Et après Neil Gershenfeld « certaines des régions les moins développées du monde ont besoin de certaines des technologies les plus avancées », la production par les pairs sur la base de biens communs et l'impression 3D peuvent offrir les outils nécessaires pour penser globalement mais agir localement en réponse à certains besoins.
Cette même mentalité de partage de données, de techniques est applicable dans le Fab-labs, hackerspace et makerspaces qui sont des lieux fertiles pour le développement de cette technologie. Ces communautés forment une part importante des activités liées à ces espaces. On y retrouve principalement deux profils de personnes, ceux du « faire » (architectes, artistes, artisans, modélistes, designers, infographistes…) et du numérique (hackers, geeks, informaticiens et électroniciens…).

## Risques sanitaires
Les COVs émis par les imprimantes 3D pouvant être toxiques, il est recommandé d'utiliser ces imprimantes dans des locaux ventilés voire porter des vêtements protecteurs ainsi qu’un masque respiratoire. Pour le moment les études sur les COVs sont surtout réalisé sur l'impression 3D FDM.

## Évolution
Le stylo 3D, comme le 3Doodler, a été conçu dès 2012 pour pallier les faiblesses de l'imprimante 3D.
L'année 2024 marque une étape clé dans l'évolution de l'impression 3D, avec plusieurs tendances marquantes qui transforment l'industrie.
1. Matériaux utitisés couramment : L'impression 3D avec de la résine liquide, souvent appelée impression 3D par stéréolithographie (SLA) ou impression DLP (Digital Light Processing), est une technologie de fabrication additive qui utilise de la résine photopolymère pour créer des objets en couches très fines. Les figurines en résine liquide sont très prisées dans le domaine de la collection, en particulier pour leur niveau de détail et leur finition exceptionnelle.
2. Matériaux Innovants et Durables : L'augmentation de la diversité des matériaux disponibles est l'une des avancées les plus notables. Des matériaux plus légers, résistants à la chaleur, et écologiques sont de plus en plus utilisés, permettant des applications plus larges dans des secteurs comme l'automobile, l'aérospatiale, et le médical.
3. Intégration de l'IA : L'intelligence artificielle s'intègre de plus en plus dans les logiciels de découpe pour l'impression 3D. L'IA aide à optimiser la génération de supports, l'estimation des temps d'impression, et même la sélection des matériaux, améliorant ainsi l'efficacité et le taux de réussite des impressions.
4. Accent sur la Fabrication de Pièces Utilisables : Au-delà du prototypage rapide, l'impression 3D se concentre désormais sur la production de pièces fonctionnelles destinées à des applications finales. Cette évolution est particulièrement bénéfique pour des industries exigeantes où la réduction de poids et la personnalisation sont cruciales.
5. Impression 3D à Grande Vitesse : Les innovations comme le firmware Klipper permettent d'accélérer considérablement les vitesses d'impression, rendant la technologie encore plus pratique pour les fabricants et les amateurs.
6. Solutions Écologiques : L'impression 3D continue de s'imposer comme une méthode de fabrication plus respectueuse de l'environnement grâce à la production locale à la demande, ce qui réduit l'impact environnemental lié au transport.

Ces tendances montrent que l'impression 3D en 2024 ne se limite plus à une technologie émergente, mais devient une composante essentielle de la fabrication moderne, avec des implications vastes pour divers secteurs industriels.

## Galerie

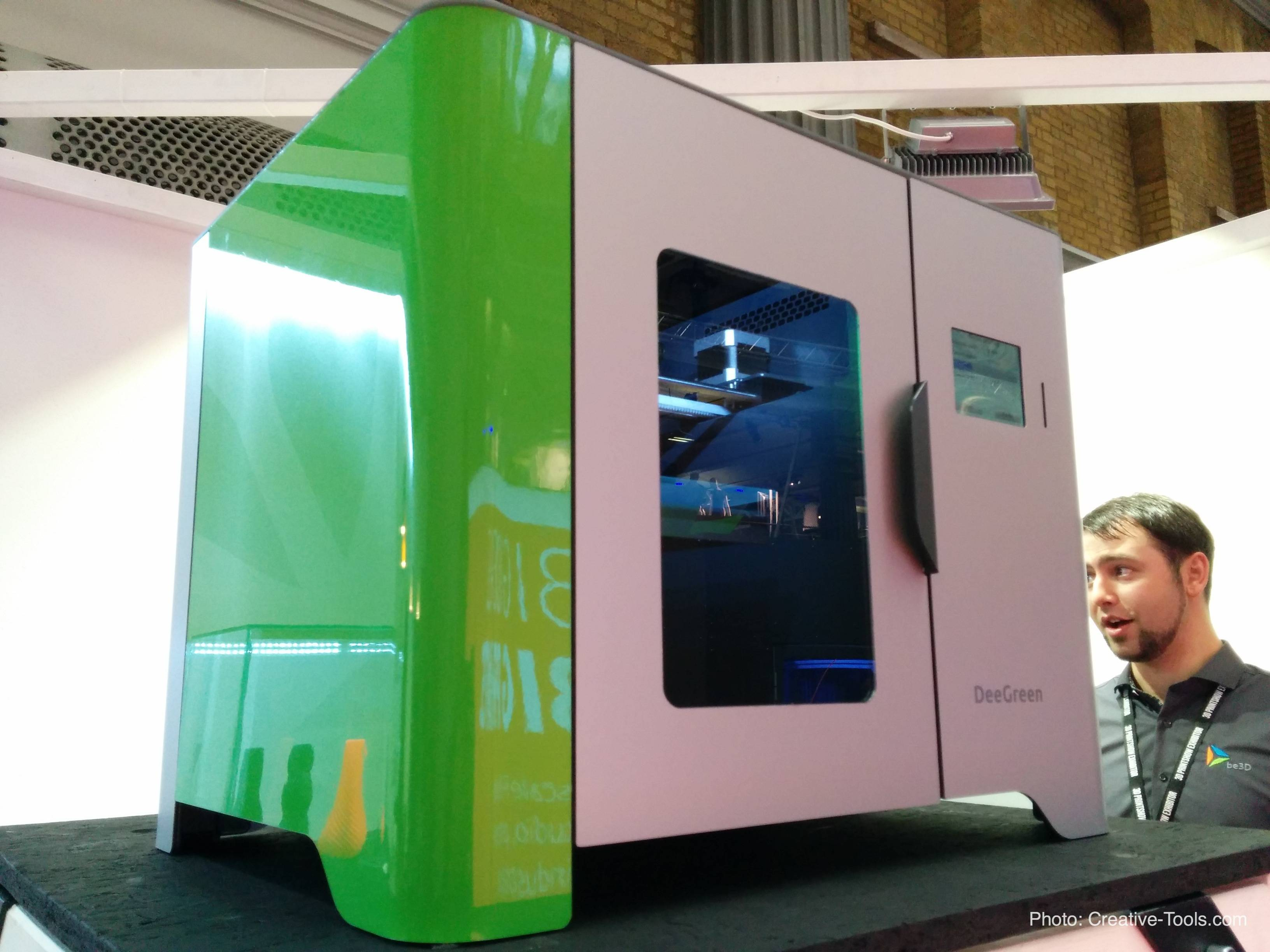
3D Printshow 2014 Londres-Be3D
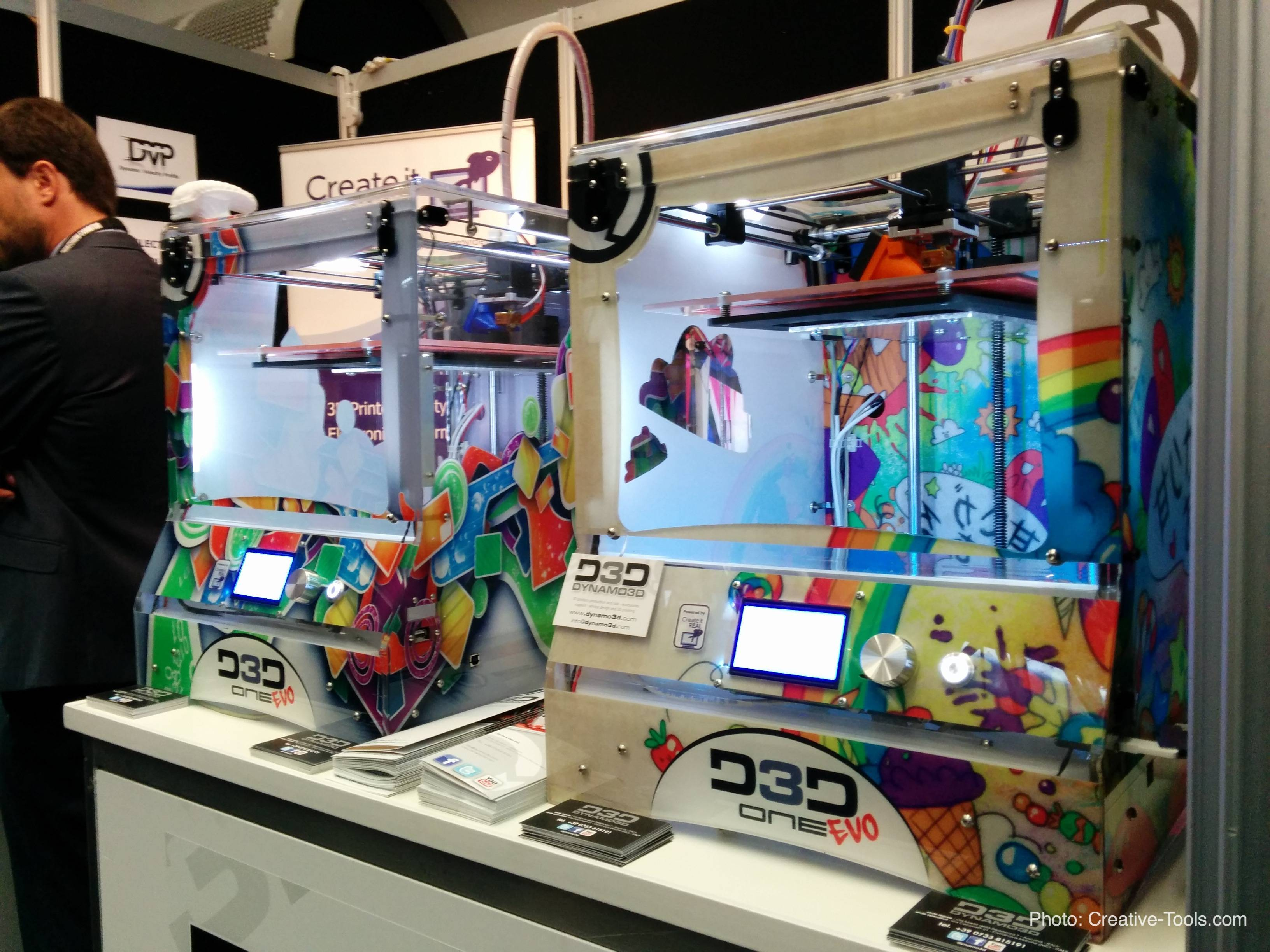
3D Printshow 2014 Londres- D3D
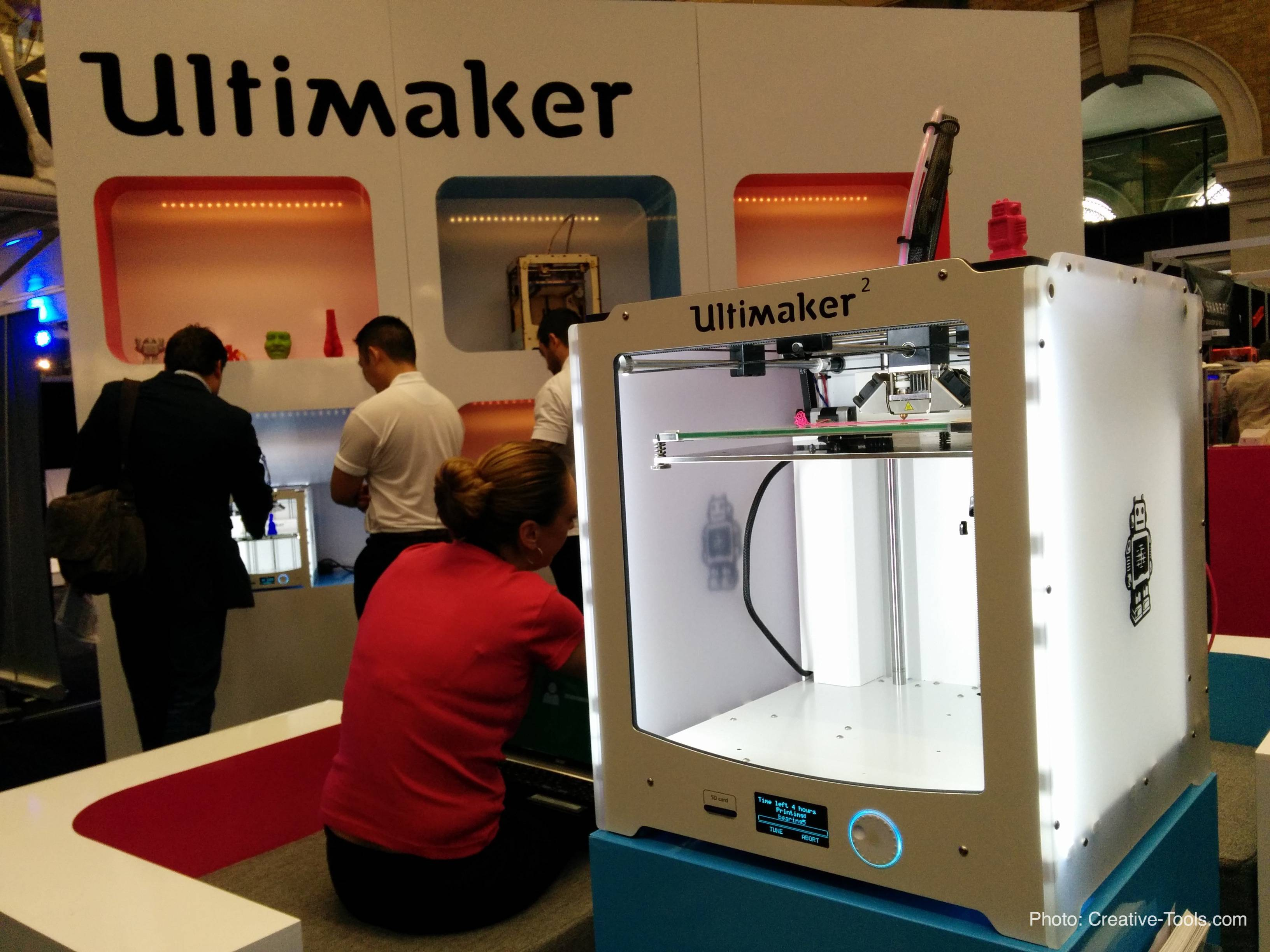
3D Printshow 2014 Londres- Ultimaker
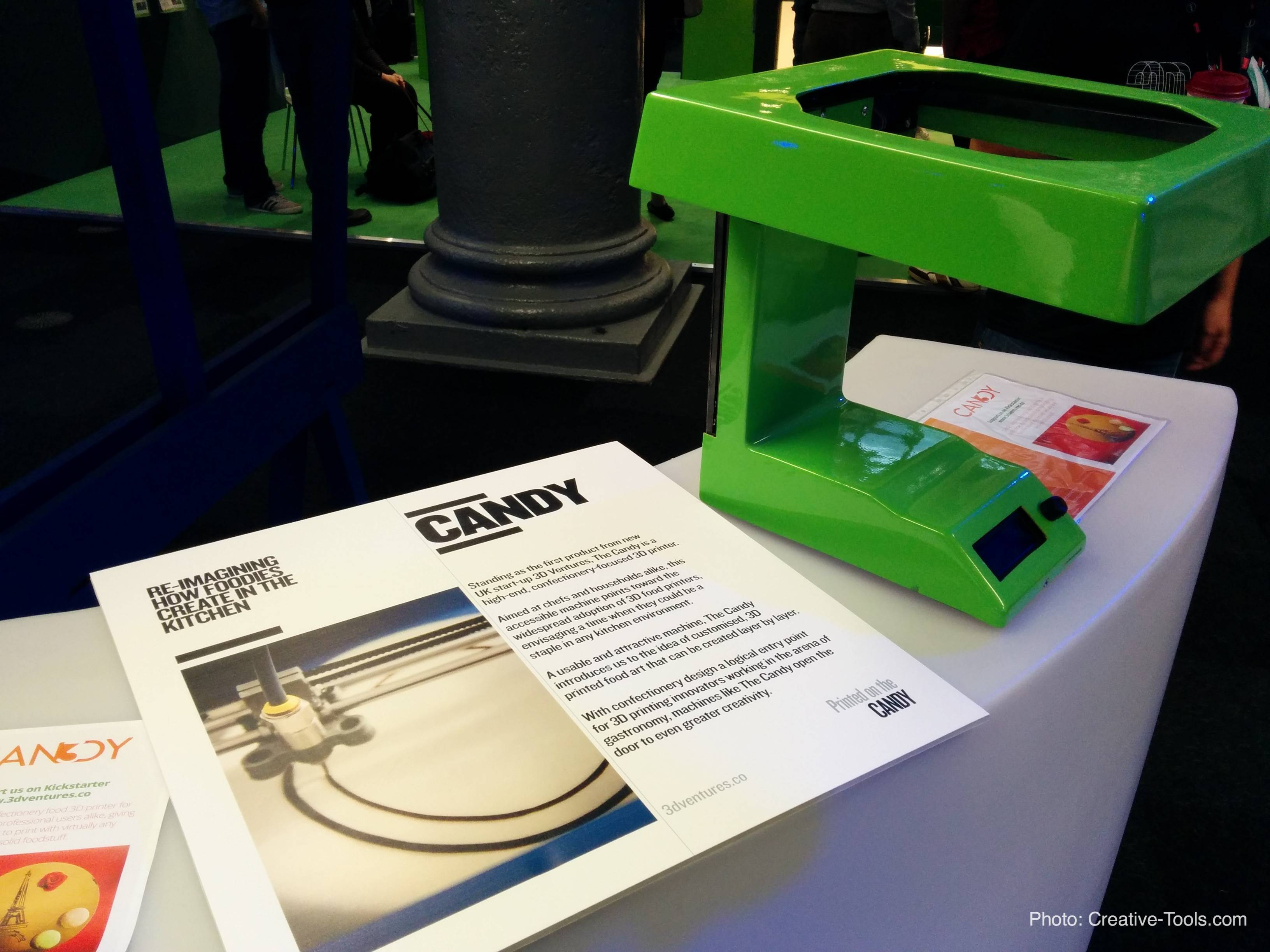
3D Printshow 2014 Londres-Candy
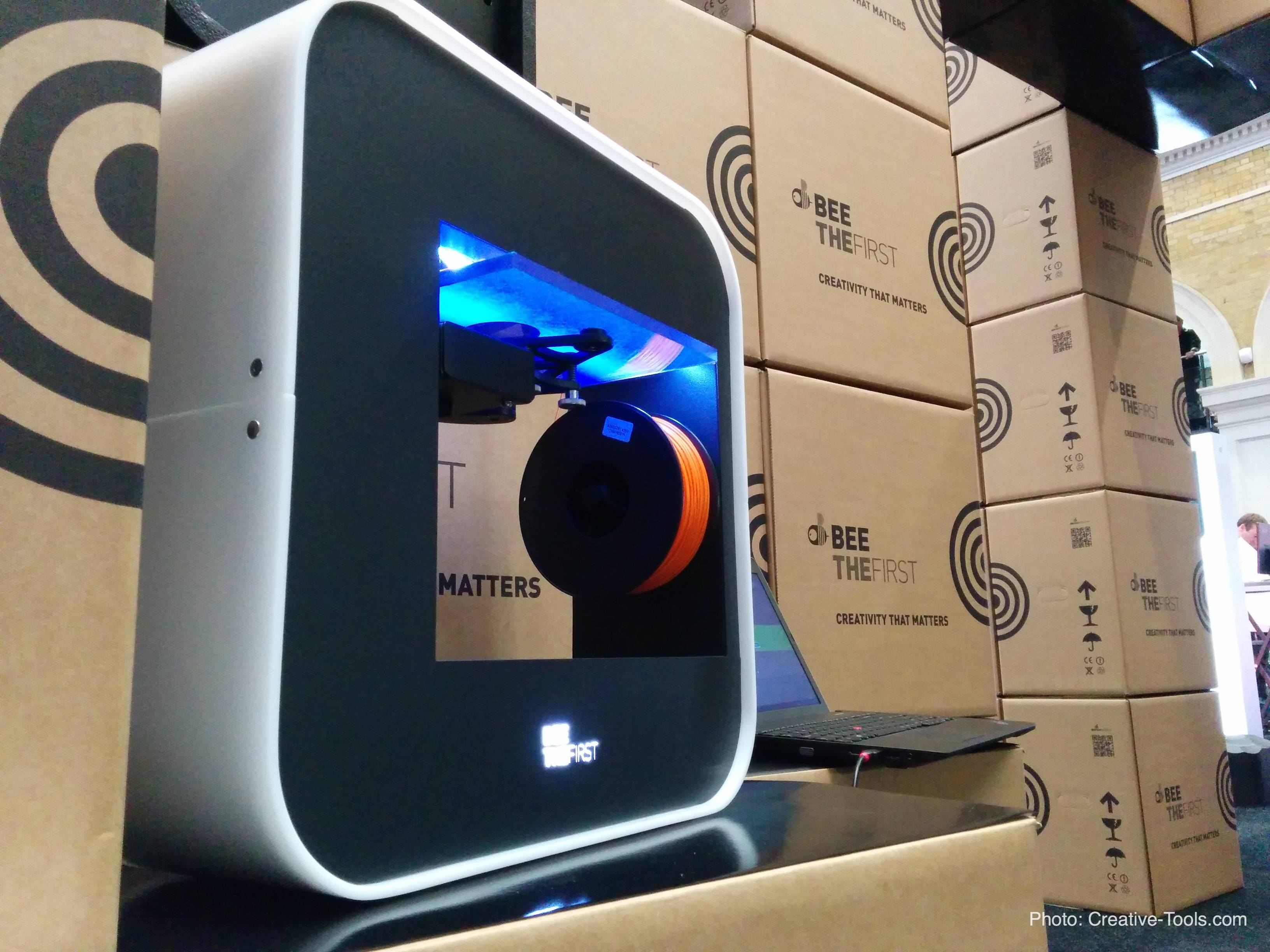
3D Printshow 2014 Londres- Beethefirst
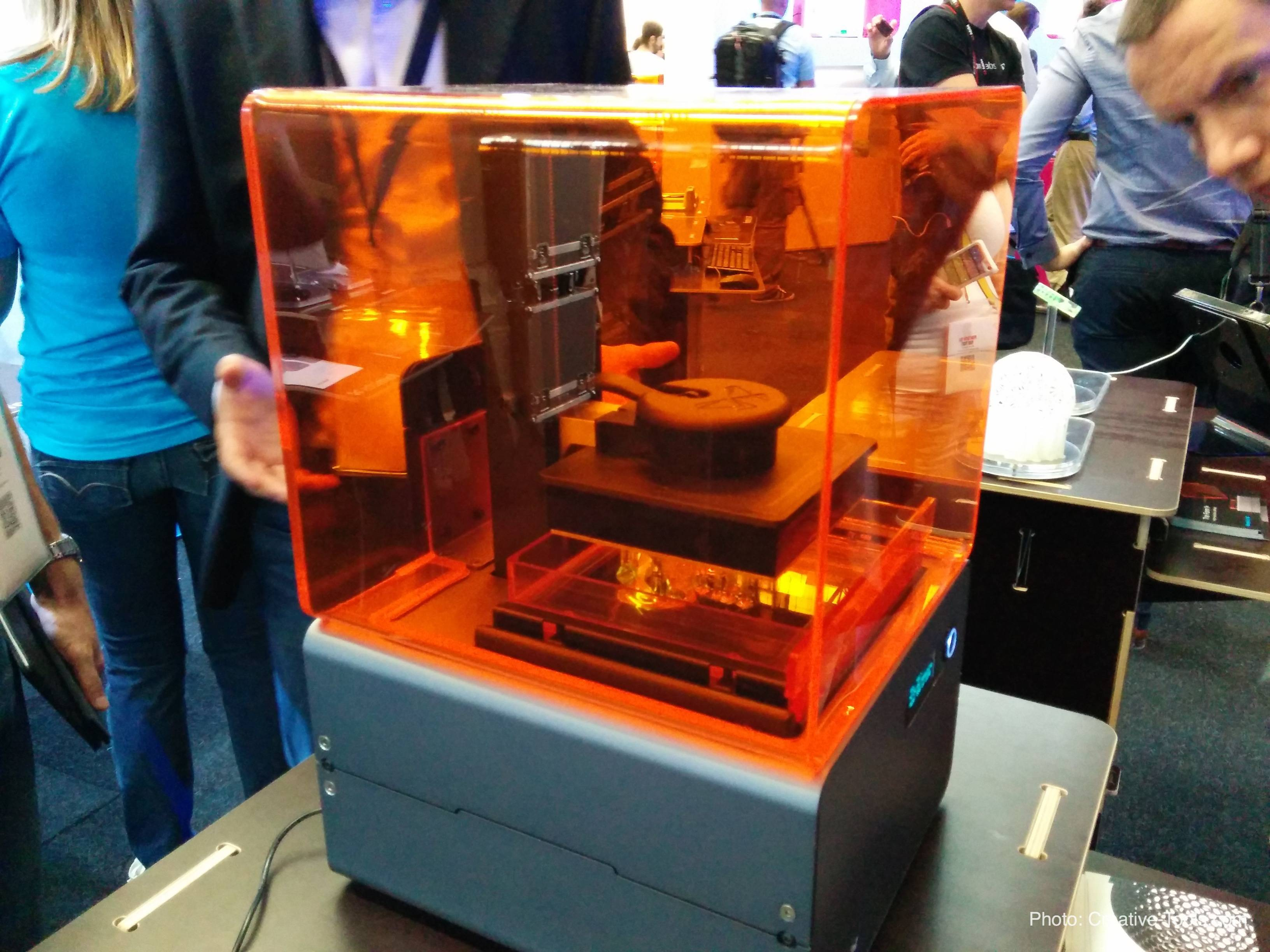
3D Printshow 2014 Londres- Formlabs
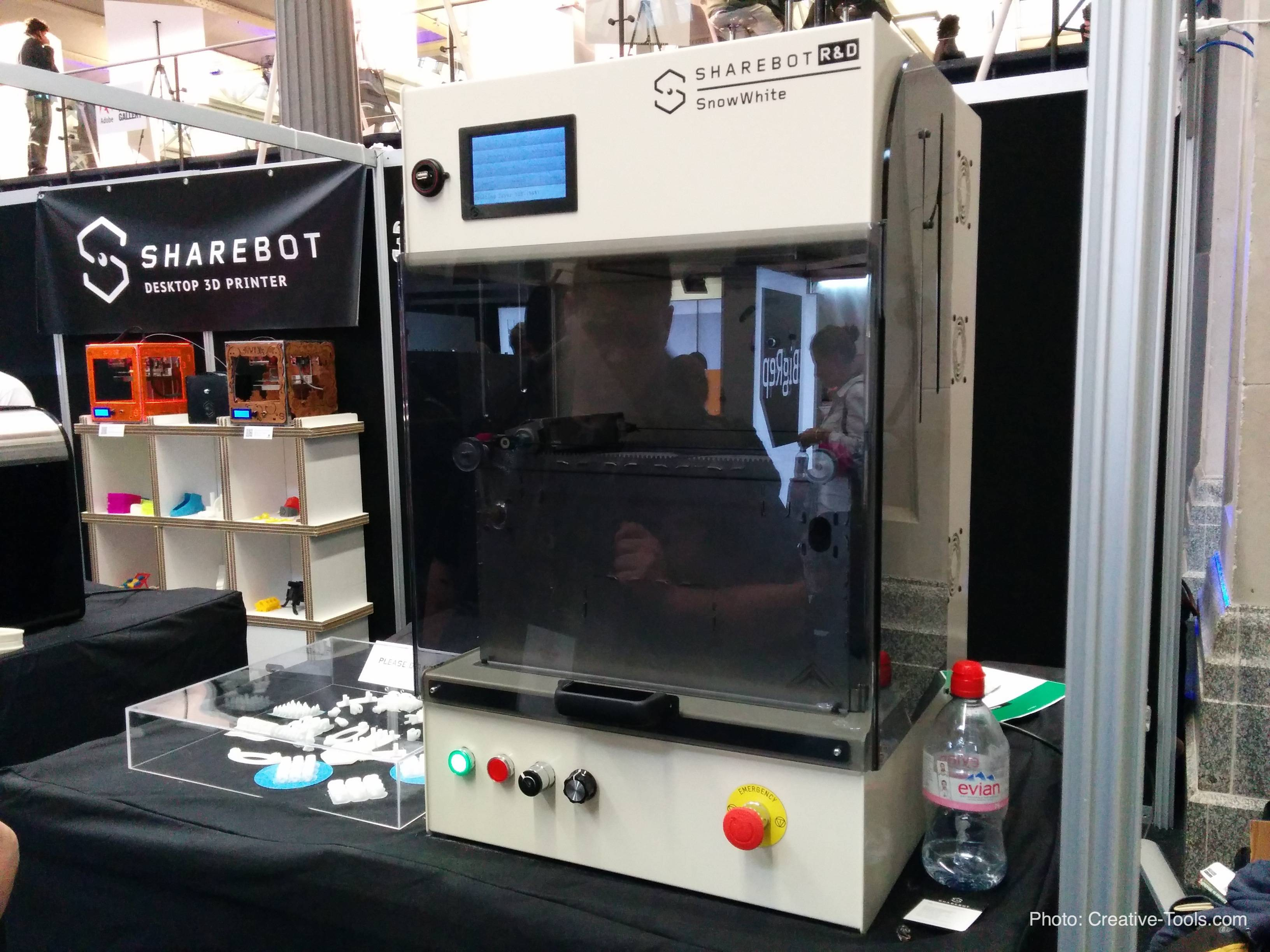
3D Printshow 2014 Londres- Sharebot